# Protofemminismo

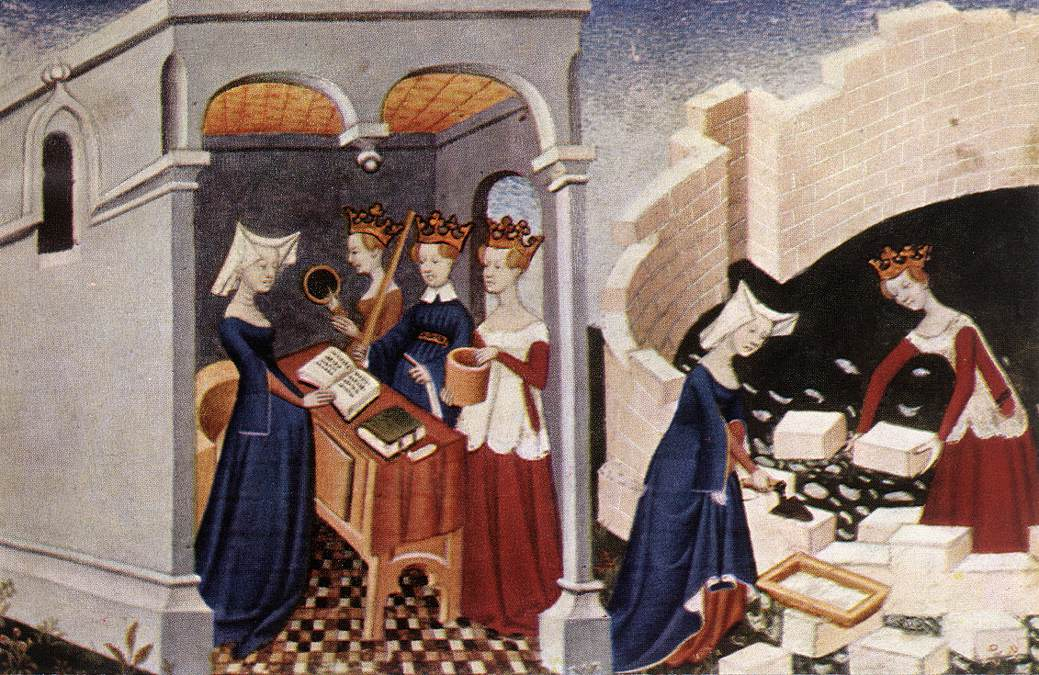
Christine de Pizan, La città delle dame

Il termine protofemminismo (dal prefisso greco πρωτο-, "primo, che precede") è utilizzato in forma retrospettiva per designare idee, pratiche, testi, pensatrici e figure storiche che hanno preceduto la nascita del femminismo come movimento politico organizzato, generalmente collocata nel XIX secolo.
Questo concetto è stato impiegato in numerosi studi per la sua utilità nel riconoscere, in epoche anteriori, espressioni precoci di critica all'ordine patriarcale o di rivendicazione di soggettività femminile, contribuendo a restituire visibilità a figure spesso escluse o rimosse dalla narrazione storica dominante.
L'uso del termine resta tuttavia controverso: alcuni studi ne hanno contestato l'applicazione generalizzata e astorica, e l'implicita assunzione di una storia unica, lineare e teleologica del femminismo, non da tutti condivisa. Più in generale, sul piano storiografico, sono state espresse posizioni diverse sulla definizione di "femminismo", delle sue origini e periodizzazioni, su cui il termine si fonda, rendendo problematica ogni retrodatazione, strettamente legata al quadro interpretativo adottato.

## Origini e uso del termine
Gli studi sulle "antesignane" del femminismo si sviluppano a partire dai primi decenni del Novecento sia in ambito anglo-americano, dove si tende a far risalire l'inizio del movimento alla Convenzione di Seneca Falls nel 1848, sia in area francese, dove figure come Christine de Pizan sono talora considerate come le prime esponenti di un pensiero protofemminista.

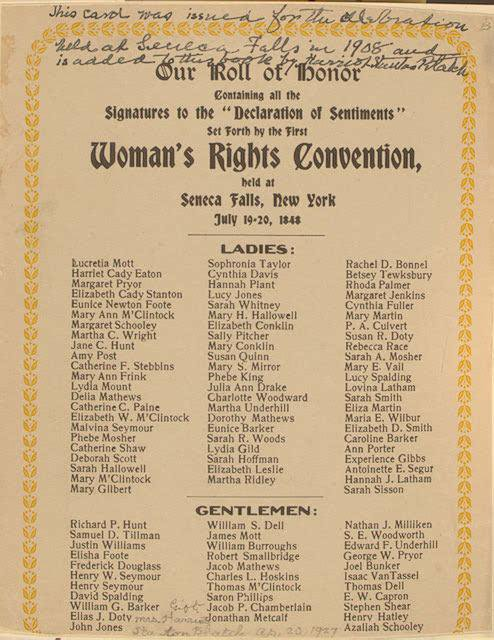
Firmatari della Convenzione di Seneca Falls, 1848

Il termine "protofemminismo" si afferma a partire dagli ultimi decenni del XX secolo nell'ambito teorico e storiografico. Uno dei primi riscontri si trova nel saggio Proto-feminism e anti-feminism pubblicato nel 1975 dalla sociologa e teorica femminista francese Christine Delphy. L'autrice impiega il termine protofemminismo per descrivere una fase iniziale di consapevolezza femminile, segnata dalla domanda "Sono inferiore?" e distingue questi "primissimi momenti della rivolta individuale" dall'azione collettiva che caratterizza il femminismo come movimento organizzato. In questa prospettiva, il protofemminismo è concepito come una forma di ribellione individuale, ancora priva di un’elaborazione politica strutturata.
Negli anni ottanta del Novecento, il concetto comincia a essere discusso anche in campo storiografico. Karen Offen critica l’uso disinvolto di termini come protofemminismo, pre-femminismo o "antesignane del femminismo", considerandoli concettualmente incoerenti e anacronistici. Tra i casi citati figura il saggio Pre-Feminism in Some Eighteenth-Century Novels di Edna L. Steeves (1973), che contribuisce alla diffusione del termine pre-feminism in ambito letterario.
Nancy F. Cott, nel 1987, osserva come la proliferazione nel lessico storiografico di termini composti per definire varie forme di femminismo – tra cui protofeminism, domestic feminism, liberal feminism, relational feminism – rifletta la difficoltà di raggiungere un consenso sul significato stesso di "femminismo", e quindi sulle sue possibili articolazioni storiche. A suo avviso, tali espressioni  emergono anche dalla necessità di evitare un uso indistinto e astorico del termine femminismo, quando chiamato a designare «qualsiasi cosa come "femminista" o "femminismo" prima degli ultimi cento anni» e dall'esigenza di distinguere le diverse e contrastanti voci di protesta femminile del passato.
Il termine protofemminismo si diffonde nei decenni successivi soprattutto in studi dedicati a singole figure femminili e si applica a contesti e periodi storici molto eterogenei. Compare anche in prestigiose collane, come The Other Voice in Early Modern Europe dell'University of Chicago Press, dove viene utilizzato per designare testi e idee di autrici considerate precorritrici del femminismo moderno. Altri filoni di ricerca, come quello sul Renaissance feminism, continuano invece a usare il termine femminismo anche per esperienze femminili anteriori alla sua formulazione tardo ottocentesca, evitando il prefisso "proto".

## Periodizzazioni
Anche sull'estensione cronologica del concetto di protofemminismo non esiste un consenso definito. La maggior parte degli studi, ritenendo che non sia più giustificata una netta dicotomia tra una "storia" e "preistoria" del femminismo, tende a collocare l’origine di un pensiero femminista nel tardo Medioevo e, in particolare, nel contesto della Querelle des femmes.

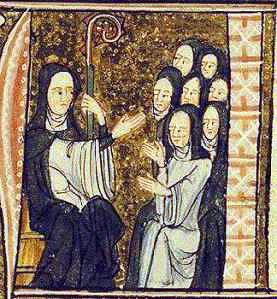
Ildegarda di Bingen con le sue monache in un manoscritto del XIII secolo

Altri propongono una retrodatazione più ampia, fino all’alto Medioevo o all’antichità, a seconda dei criteri adottati. Uno dei primi importanti contributi in questo senso è offerto dalla storica statunitense Gerda Lerner nel volume The Creation of Feminist Consciousness: From the Middle Ages to Eighteen-Seventy (1993), che pur non utilizzando il termine protofemminismo, introduce l’idea di una "coscienza femminista" emersa progressivamente attraverso le esperienze spirituali e intellettuali di donne vissute tra il VII e il XIX secolo. Secondo Lerner, si tratta spesso di "intuizioni isolate di singole donne" – da lei definite parte di una "millennia of women’s pre-history" – che tuttavia rappresentano momenti cruciali nel lungo processo di formazione di un pensiero critico femminile. Nel suo approccio, Lerner esamina figure molto diverse – mistiche, scrittrici, filosofe, esegete – accomunate dal fatto di aver sfidato l’ordine patriarcale dominante. Tra le autrici discusse vi sono Roswitha di Gandersheim, Ildegarda di Bingen, Margery Kempe, Glückel von Hameln, Christine de Pizan, Mary Astell e Bettina Brentano von Arnim. La loro inclusione si fonda sulla convinzione che il loro pensiero e la loro opera «abbiano contribuito direttamente allo sviluppo della coscienza femminista, che esse lo volessero o meno.»
Il lavoro di Lerner ha esercitato una notevole influenza sulla storiografia del pensiero femminista, contribuendo a legittimare l’indagine sulle sue radici profonde. In una recensione critica al libro, Judith M. Bennett ha posto domande che restano centrali nel dibattito: «Tutte queste donne possono davvero essere considerate femministe? In che misura opere a lungo trascurate hanno inciso nello sviluppo di un pensiero femminista? Che cosa cambierebbe adottando una prospettiva meno eurocentrica nella ricostruzione di questa storia?»

## Quale femminismo prima delle femministe?
Sebbene il termine protofemminismo (o prefeminism, o primitive feminism) non designi un movimento unitario né una tradizione coerente di pensiero, il suo impiego storiografico comporta una periodizzazione retrospettiva che seleziona momenti, testi e figure del passato secondo criteri eterogenei, spesso non espressamente dichiarati.

### Genere, razza e classe nella storiografia femminista

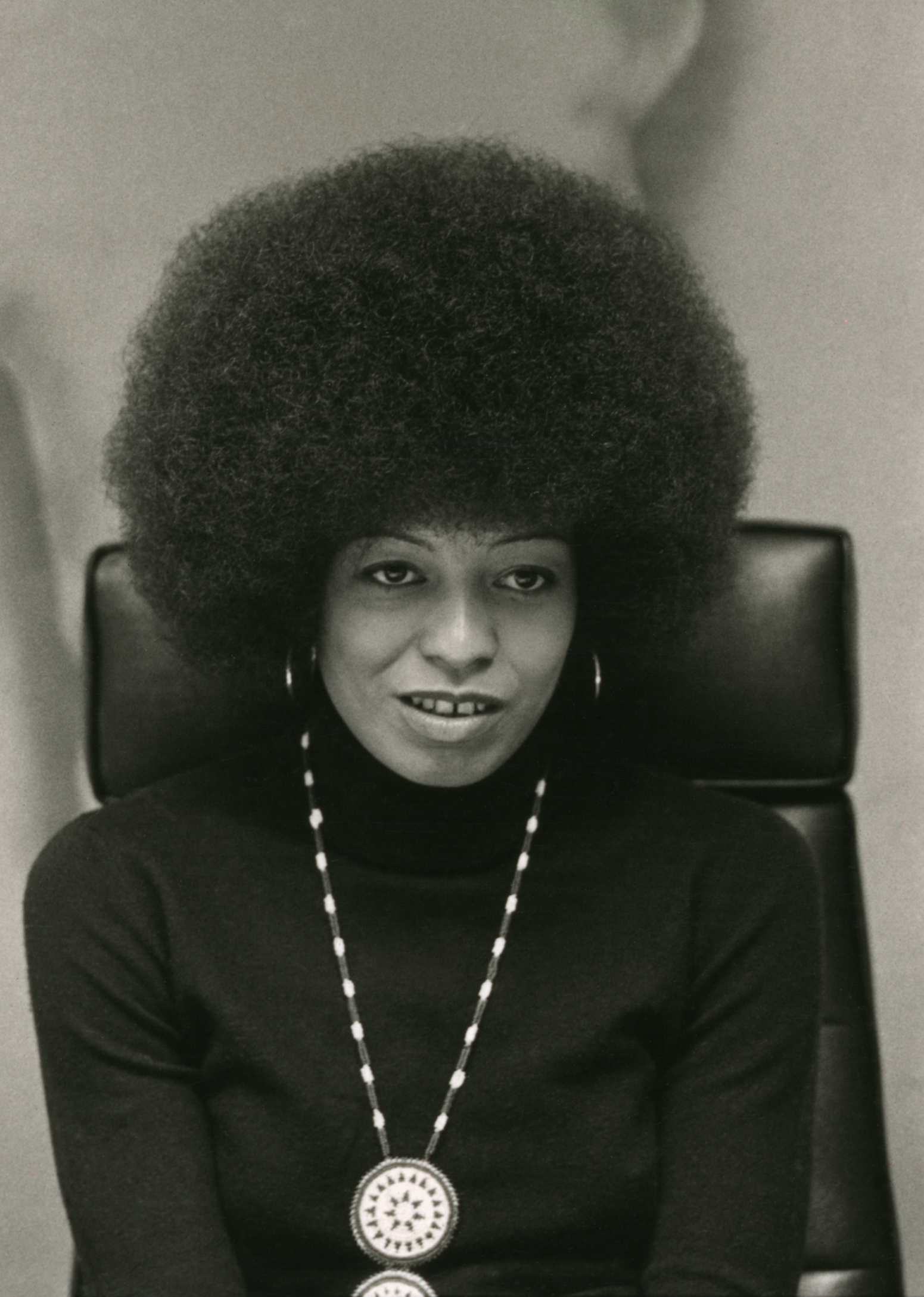
Angela Davis, attivista del movimento afroamericano (1974)

Nel corso del Novecento le genealogie femministe sono state sovente ricostruite a partire dal riconoscimento delle donne come gruppo sociale oppresso, privilegiando approcci centrati su genere e patriarcato. A partire dalla fine degli anni ottanta, tuttavia, il dibattito sulla differenza tra donne e il concetto di intersezionalità, sviluppato nel contesto del femminismo nero statunitense, ha introdotto una critica strutturale a questa impostazione. Le riflessioni di attiviste e studiose afroamericane, native, asiatico-americane e latinoamericane hanno evidenziato l’insufficienza di una storia del femminismo fondata su esperienze di donne bianche della classe media, mostrando come genere, razza, classe e altri assi di oppressione si intreccino in modo strutturale.
Questa critica ha sollecitato un ripensamento non solo dei contenuti, ma anche delle categorie storiografiche attraverso cui si definiscono i confini del femminismo, mettendo in discussione ogni pretesa di universalità o linearità nel suo sviluppo.

### Tipologie di femminismo
Nel tentativo di classificare i diversi orientamenti teorici e politici emersi nel tempo, la storiografia femminista ha individuato numerose tipologie di femminismo: liberale, marxista, socialista, radicale, culturale, della differenza, psicoanalitico, esistenzialista, nero, decoloniale, ebraico, islamico, queer, transfemminista. Tuttavia, tali categorie, elaborate per lo più nel secondo Novecento, non risultano immediatamente applicabili a periodi precedenti, né universalizzabili in chiave globale.
Riflettendo su questa complessità, la studiosa Marlen LeGates, autrice di un volume che esplora venti secoli di ribellioni individuali e collettive alle norme di genere, ha posto alcuni interrogativi critici: qual è il confine tra una coscienza femminile e una coscienza femminista? Le autrici che hanno contribuito a costruire una tradizione letteraria al femminile possono essere considerate femministe, anche se non denunciano esplicitamente l’oppressione delle donne? È sufficiente che un testo metta in discussione, anche in modo implicito, le norme di genere dominanti per essere definito femminista?
LeGates invita ad aprire possibilità interpretative più ampie, riconoscendo forme di resistenza e consapevolezza anche là dove non si producono enunciazioni teoriche sistematiche, ma sottolinea al contempo la necessità di collocare tali fenomeni nei propri contesti storici e culturali, evitando anacronismi.

### Geografie del femminismo

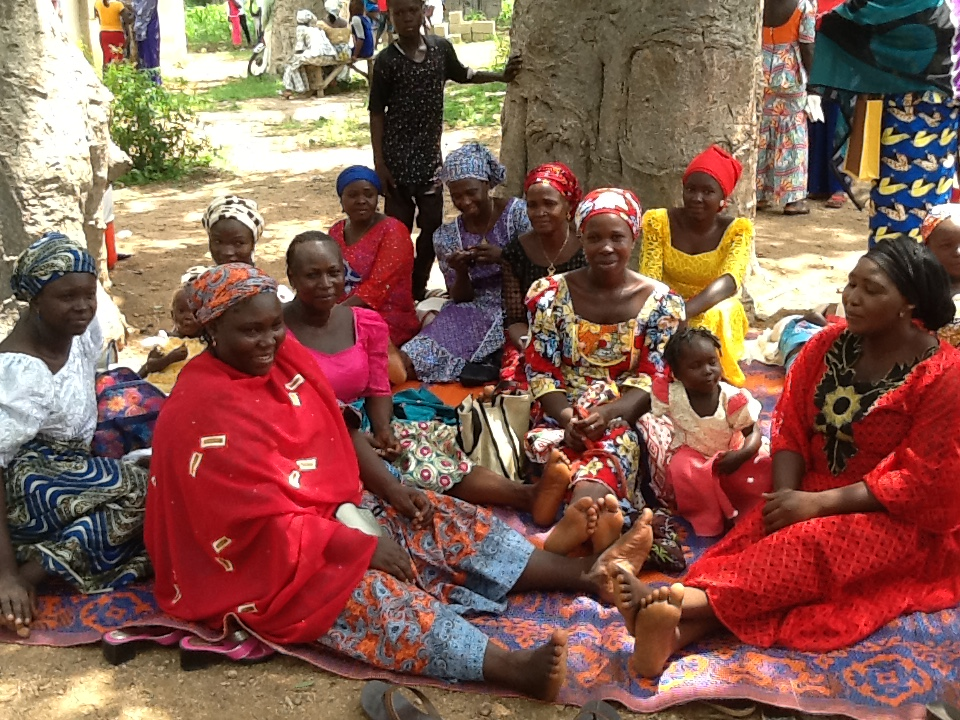
Una discussione tra donne africane

In questo quadro, la storiografia più recente ha cercato di superare l'eurocentrismo, la storia del femminismo scandita in "ondate" successive, tipica della narrazione femminista occidentale, adottando una prospettiva comparativa e transnazionale. I femminismi non vengono più letti come stadi di sviluppo di un modello unico, ma come pratiche e discorsi plurali, espressione di bisogni, aspirazioni e condizioni locali. Questo approccio consente di riconoscere genealogie multiple e, al tempo stesso, di interrogarsi su come concetti e rivendicazioni femministe siano stati tradotti, adattati o contestati in contesti culturali differenti.
La storica Lucy Delapp, nel suo libro Feminisms: A Global History (2020), si chiede, ad esempio, se non dovremmo considerare come "movimento originario" anche la prima Conferenza delle donne egiziane a Rashid nel 1799, seguita alla protesta contro la presa di Alessandria da parte dei francesi nel 1798, o il diritto di voto concesso alle donne indigene capofamiglia in Sierra Leone nel 1792, perso con la colonizzazione britannica nel 1808.

## Percorsi storici del femminismo: testi, contesti e interpretazioni
In molti casi, le figure e i testi che gli studi femministi hanno identificato come espressioni di critica o rottura rispetto ai modelli di genere dominanti, in epoche precedenti alla nascita dei movimenti femministi moderni, sono stati interpretati attraverso la categoria "protofemminismo". Questo termine verrà qui impiegato non come etichetta retrospettiva, ma come strumento analitico utile a indagare le modalità attraverso cui, nel corso della storia, sono state messe in discussione l'inferiorizzazione delle donne e le gerarchie di genere.
Tali percorsi storici del femminismo sono presenti dalla tarda Antichità e dal Medioevo, fino alle prime formulazioni moderne di istanze emancipazioniste tra il XVIII e il XIX secolo, e ripresi nei principali risultati della ricerca maturati nell'ambito dei feminist e women’s studies. In seguito, ci si riferisce, dal punto di vista della copertura geografica,  prevalentemente all'area europea e statunitense, includendo anche riferimenti a contributi sviluppati in altri contesti, considerando il femminismo come processo storico plurale e categoria critica articolata, non riconducibile a una narrazione unica o lineare.

### Antichità e Medioevo (V secolo a.C. – XIV secolo)

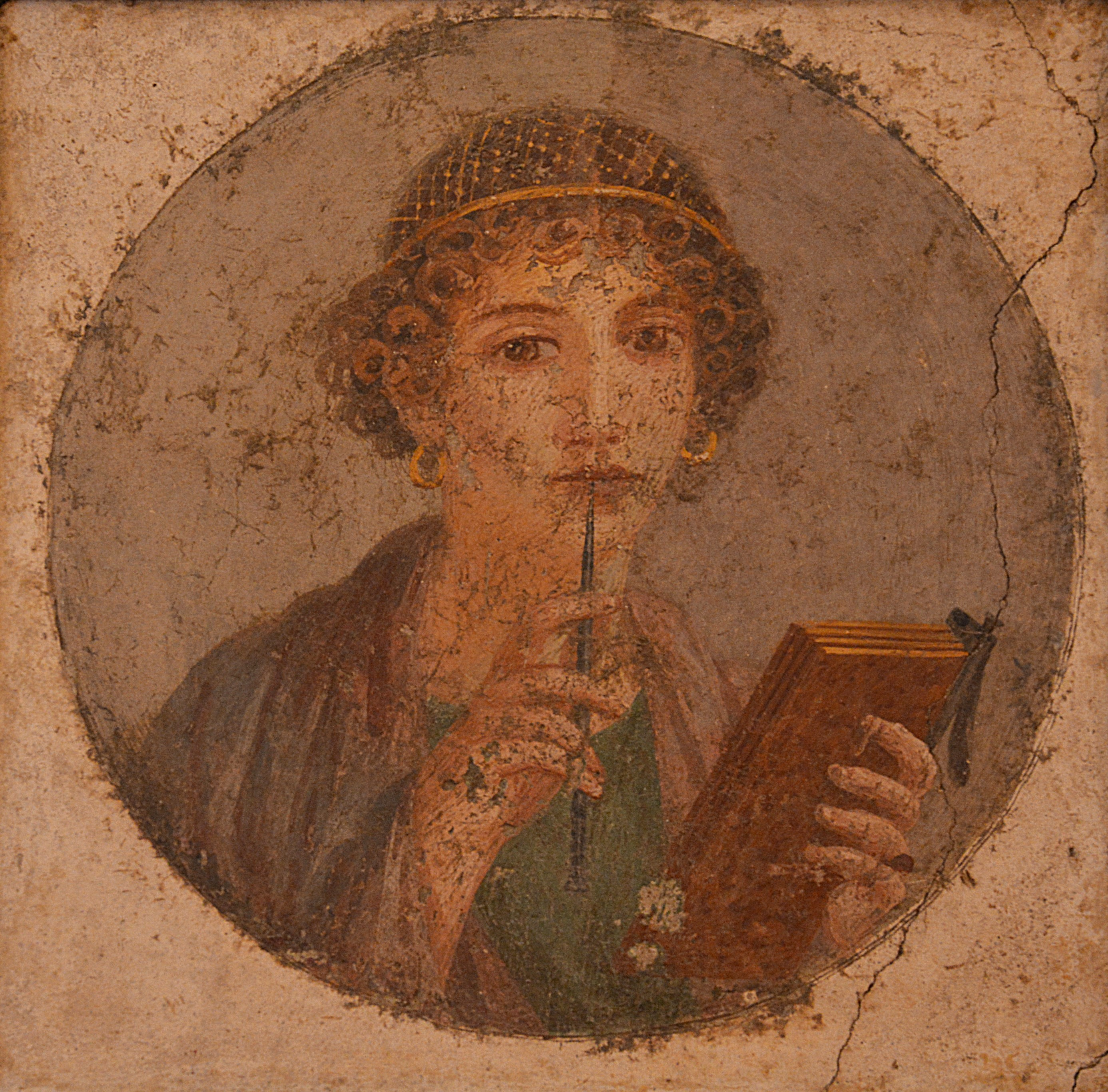
Saffo, la poetessa greca di Lesbo (sec. VII-VI a.C.)

Lungo l’arco dell’Antichità e del Medioevo alcune figure femminili sono state messe in evidenza nell'ambito degli studi di critica letteraria e di storia del pensiero femminista per aver espresso, in forme diverse, un pensiero autonomo o una soggettività resistente rispetto ai modelli culturali e sociali dominanti. Pur inserite in contesti religiosi, letterari o filosofici che non prevedevano l’elaborazione di un pensiero femminista in senso moderno, queste autrici sono state indagate come esempio di un'autoriflessione sul ruolo delle donne e sulla loro capacità intellettuale, spirituale e creativa.

#### Antica Grecia
Nel mondo antico la poetessa Saffo (VII-VI sec. a.C.) è spesso citata come figura simbolica di una soggettività femminile autonoma, per il valore attribuito alle relazioni tra donne, l’autorità esercitata nel tiaso e il tono personale e affettivo della sua poesia.
Aspasia di Mileto (V sec. a.C.), nota per la sua vicinanza a Pericle, è stata studiata per le sue capacità retoriche e per il ruolo intellettuale esercitato nei circoli ateniesi. La filosofa cinica Ipparchia, vissuta nel IV secolo a.C., viene indicata da alcuni studi contemporanei come una delle prime pensatrici femministe per aver sfidato apertamente i modelli patriarcali scegliendo una vita pubblica di impegno filosofico.
Un’altra figura centrale è Ipazia di Alessandria (IV-V sec. d.C.), matematica, astronoma e filosofa neoplatonica, la cui morte violenta ha assunto nel tempo un forte valore emblematico. Nel XX secolo è stata eletta a simbolo della libertà intellettuale femminile, un'icona dei diritti delle donne e una precorritrice del movimento femminista; il suo nome, ad esempio, è stato assunto a titolo di una rivista di filosofia femminista fondata nella metà degli anni ottanta: Hypatia. A Journal of Feminist Philosophy.

#### Cristianesimo primitivo

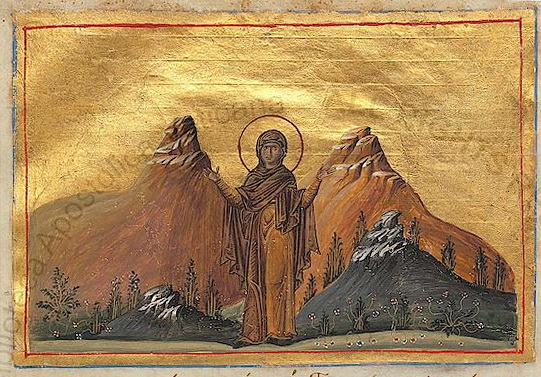
Miniatura di Santa Tecla dal Menologio di Basilio II

Nelle prime comunità cristiane, e in particolare all'interno di movimenti considerati eterodossi o eretici, le donne trovarono occasioni inedite di partecipazione attiva alla vita spirituale e teologica, assumendo talvolta ruoli di guida, predicazione e interpretazione delle Scritture. Le profetesse Priscilla, Massimilla e Quintilla, attive nel contesto del montanismo (seconda metà del II secolo - inizio III secolo), esercitarono funzioni paragonabili a quelle sacerdotali. Figure come Tecla di Iconio, spesso al centro di leggende agiografiche, sono state presentate come modelli di autonomia spirituale, capaci di scegliere la castità e l’apostolato in opposizione ai vincoli familiari e coniugali.

#### Medioevo
Durante il Medioevo, il monachesimo femminile offrì a molte religiose la possibilità di accedere allo studio, alla scrittura e alla trasmissione del sapere, dando origine a forme originali di elaborazione simbolica e culturale, spesso intrecciate alla visione mistica e all'autorità spirituale. La badessa Hilda di Whitby (VII sec.), una donna potente e influente riconosciuta per la sua cultura e l'autorità esercitata all'interno del suo monastero, viene spesso citata come fonte d'ispirazione per le donne per il suo esempio di iniziativa femminile in una società patriarcale. In ambito carolingio, Roswitha di Gandersheim (X sec.) fu autrice di drammi agiografici che valorizzavano la castità e la forza spirituale delle donne, contrapposti ai modelli femminili lascivi delle commedie classiche.
Tra le mistiche, Ildegarda di Bingen (XII sec.) è una delle figure più studiate: teologa, visionaria, compositrice e autrice, ha offerto un' originale interpretazione del ruolo delle donne nella Chiesa e nella cosmologia, riconoscendo alle vergini martiri un valore quasi apostolico.

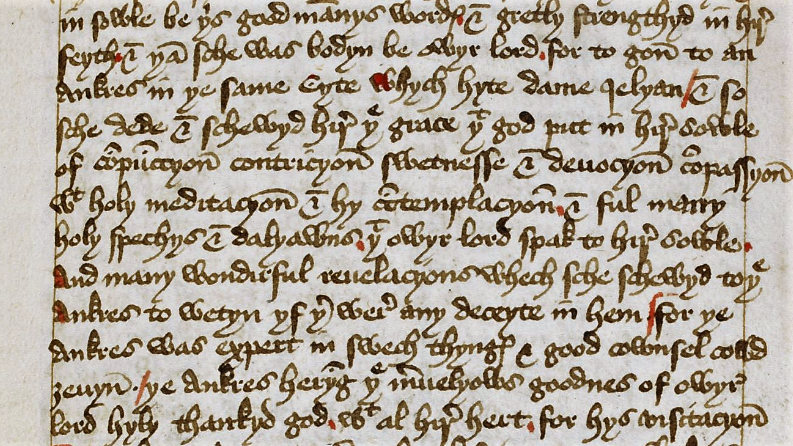
Il libro di M. Kempe (XIV-XV sec.) estratto del Capitolo 18.

Tra le scrittrici in lingua volgare, Maria di Francia, attiva nel XII secolo, è ricordata per i suoi lais e per aver rielaborato i temi dell’amor cortese dando voce ai desideri e alla libertà sentimentale delle donne. Anche la mistica e scrittrice inglese Margery Kempe, autrice di una delle prime autobiografie spirituali in inglese, è oggetto di numerosi studi come testimonianza di una soggettività femminile consapevole e autonoma.
Tra le figure di transizione, Christine de Pizan (1364–ca. 1430), attiva a cavallo tra Medioevo e Rinascimento e autrice della Città delle dame, è considerata una delle prime pensatrici che hanno scritto in modo coerente e consapevole in difesa del valore delle donne nella letteratura europea.

#### Altri contesti
Nel mondo islamico medievale sono documentate donne attive nella trasmissione del sapere religioso e giuridico. Studi recenti hanno messo in luce l'importanza delle muhaddithāt, donne esperte nella scienza della trasmissione dei ḥadīth, che insegnavano in moschee e madrase e godevano di un elevato prestigio spirituale e intellettuale, soprattutto tra IX e XV secolo.

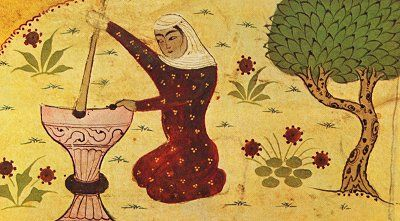
Rabia al-Adawiyya, mistica sufi vissuta nell'VIII secolo

Nell’area mediorientale e islamica, la poetessa araba Al-Khansa' (m. 645), nota per i suoi eleganti componimenti elegiaci, è spesso menzionata tra le prime autrici a ricevere riconoscimento letterario in ambito islamico, ed è indicata dalla tradizione letteraria araba come una capostipite per le scrittrici che la seguirono.
Nella filosofia e nella poesia persiana medievale, la mistica sufi Rābiʿa al-ʿAdawiyya (VIII secolo), figura avvolta nel mito, è oggetto di diverse riletture femministe contemporanee per la radicalità delle sue riflessioni sull'amore divino e il ruolo delle donne nella ricerca spirituale.

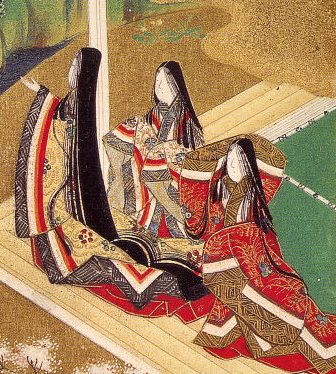
Genji monogatari, illustrazione per il cap. 5 attribuita a Tosa Mitsuoki (1617--1691)

In ambito ebraico sono state evidenziate pensatrici e poetesse come Qasmūna bint Ismāʿīl (XII secolo), autrice di versi in arabo-andaluso, e donne dotate di erudizione biblica e talmudica, come le figlie di Rashi (XI secolo), che secondo la tradizione ricevettero un'educazione teologica pari a quella maschile.
Nella Cina imperiale, la poetessa e pensatrice Ban Zhao (ca. 35-100 d.C.) è ricordata per il trattato Lezioni per le donne (Nü Jie), nel quale, pur ribadendo le virtù confuciane della modestia e dell’obbedienza, affermò il valore dell’istruzione femminile e il ruolo della donna come guida morale all’interno della famiglia  La poetessa Li Qingzhao (1084–ca.1155), attiva nella dinastia Song, è considerata una delle voci liriche più importanti della letteratura cinese classica; ha lasciato un corpus poetico che esprime soggettività e riflessioni sull’esperienza femminile, oggi rivalutate nella critica letteraria di area asiatica.
In Giappone opere significative come il Genji Monogatari di Murasaki Shikibu (XI secolo), un affresco della vita della corte imperiale dell’epoca Heian, sono state lette in chiave femminista per il ruolo centrale che le donne giocano nella storia e il modo in cui vengono rappresentate.

### Querelle des Femmese Rinascimento (ca. 1400 – ca. 1600)
Nel tardo Medioevo e nel Rinascimento si sviluppò in Europa un ampio dibattito culturale noto come querelle des femmes che attraversò vari generi letterari e coinvolse sia autori sia autrici. La questione centrale riguardava la natura, le capacità e il ruolo delle donne nella società, ed era articolata intorno a interpretazioni spesso contrastanti della tradizione classica, della filosofia scolastica e delle Scritture. Alle prevalenti tesi misogine si contrapposero, nel tempo, voci che difendevano le capacità intellettuali e morali e la dignità delle donne.

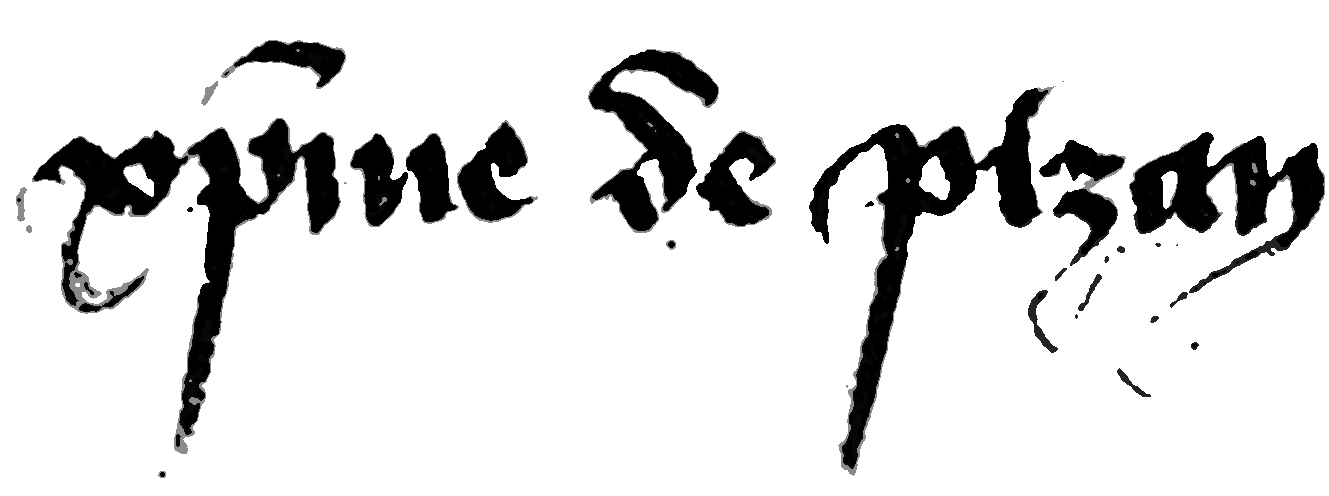
Firma di Christine de Pizan in calce all'epistola indirizzata a Isabella di Baviera

Una figura centrale di questa prima stagione fu Christine de Pizan (1364 ca.–1430), considerata una delle prime autrici europee a prendere apertamente le difese delle donne e ad affermare la propria autonomia autoriale in quanto scrittrice. Le sue opere, in particolare Le Livre de la Cité des Dames (1405), definito "il primo trattato femminista della tradizione occidentale", influenzarono il tono del dibattito nei decenni successivi, offrendo una contro-narrazione che esaltava la virtù e l’intelligenza femminile.
Sebbene la querelle si sia sviluppata soprattutto sul piano letterario e filosofico, diversi studi, intrecciando storia culturale, storia di genere e studi sull’agency, hanno messo in luce come il Rinascimento europeo, pur in un quadro di esclusione formale dalla cittadinanza e dai diritti politici, abbia offerto a numerose donne la possibilità di esercitare un ruolo attivo nella vita culturale, sociale e politica in forme nuove e inedite. Diverse figure femminili, appartenenti alla nobiltà o alla borghesia urbana, emersero come autrici, mecenati, reggenti, consigliere politiche o artefici di reti intellettuali transnazionali. La loro educazione umanistica, incentrata sulla virtù e sull’intelletto, alimentò la costruzione di un nuovo modello di donna: colta, moralmente integra e capace di influenzare la cultura e la politica attraverso mezzi indiretti. In particolare, la diffusione della cultura umanistica e della stampa permise a molte autrici di accedere alla sfera pubblica e di proporre modelli alternativi di soggettività femminile.

#### Italia

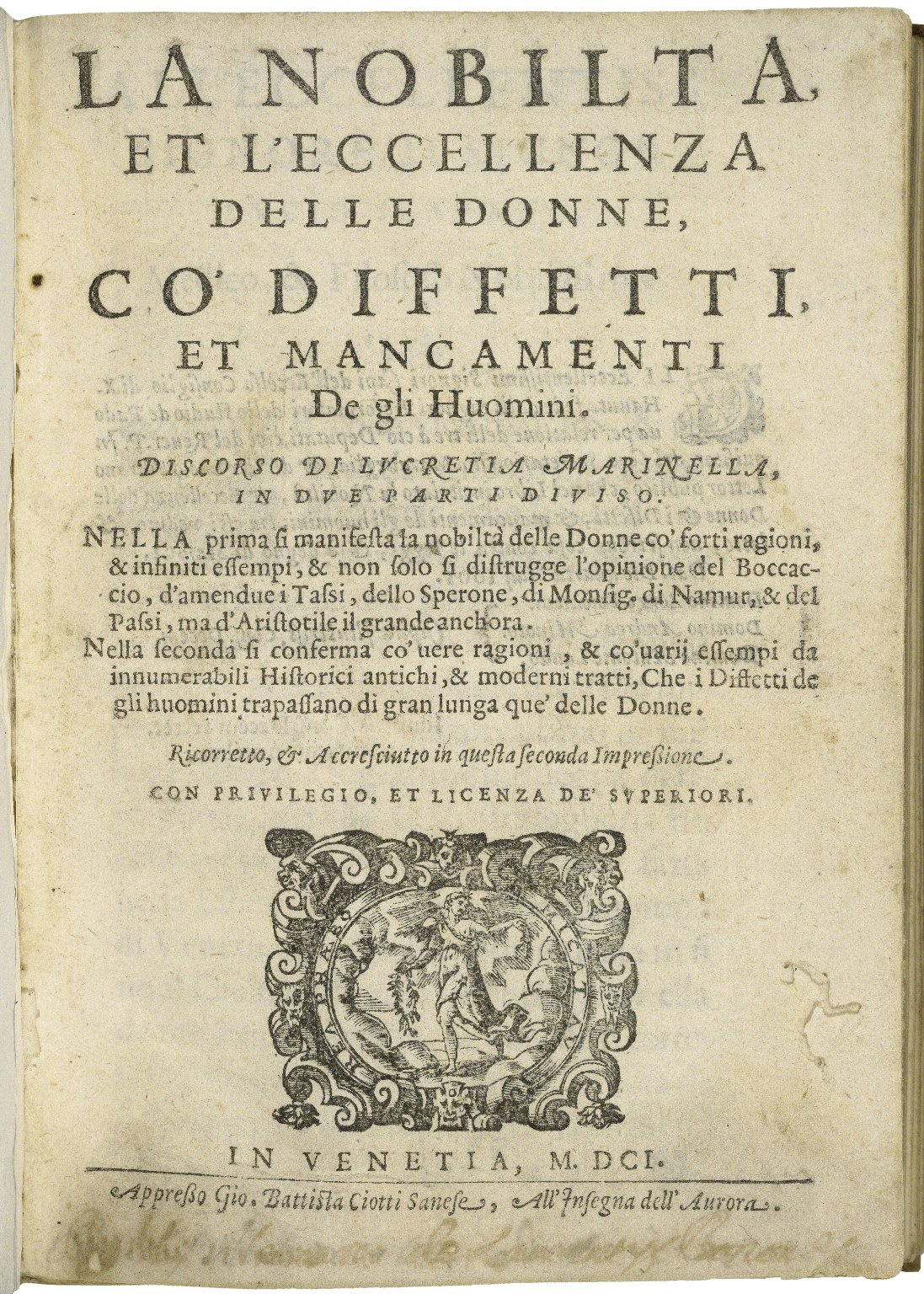
Frontespizio dell'opera di Lucrezia Marinelli La nobiltà et l'eccellenza delle donne (1601)

Tra il Quattrocento e il Seicento, l’Italia conobbe un numero straordinario di scrittrici: secondo gli studi di Axel Erdmann, in questo periodo le donne italiane pubblicarono più opere che le loro contemporanee di Francia, Inghilterra, Spagna e territori tedeschi messe insieme. In questo contesto culturale si affermarono figure femminili che, grazie all’educazione umanistica, assunsero un ruolo attivo nella produzione intellettuale.
Isotta Nogarola (1418-1466), umanista veronese, fu tra le prime a cimentarsi con argomentazioni teologiche e morali sull’uguaglianza dei sessi, come nel Dialogus de pari aut impari Eusebii et Isottae, in cui discusse la responsabilità femminile nel peccato originale.
Laura Cereta (1469-1499) nelle sue Epistolae familiares difese il diritto delle donne allo studio, denunciando l’oppressione culturale come causa dell’ignoranza femminile. Cassandra Fedele (1465-1558), nota per la sua erudizione, partecipò a dispute pubbliche e mantenne una fitta corrispondenza con dotti e sovrani.
Moderata Fonte, autrice del Merito delle donne (pubblicato postumo nel 1600), criticò la subordinazione femminile e i matrimoni combinati, rivendicando la superiorità morale delle donne e il valore dell’istruzione. Ancora più esplicita fu Lucrezia Marinella (1571–1653), la cui opera La nobiltà et l’eccellenza delle donne co’ diffetti et mancamenti degli uomini (1601) rappresenta una delle più articolate difese delle donne nella letteratura seicentesca. Marinella rovesciò gli argomenti misogini dominanti, celebrando i talenti e le virtù femminili. La storiografia ha riconosciuto questa autrice come una delle più importanti protofemministe europee.
Il panorama italiano fu inoltre caratterizzato da figure aristocratiche che, pur non sempre autrici, assunsero ruoli di potere o influenza culturale in qualità di mecenati, reggenti o interlocutrici politiche. Il contesto frammentato della penisola favorì l’emergere di donne come Isabella d’Este (1474–1539), Caterina Sforza (1462–1509) e Vittoria Colonna (1492–1547), che incarnarono un modello di leadership femminile che, nei fatti, metteva in discussione la concezione aristotelica della donna esclusa dalla sfera pubblica.

#### Francia
In Francia, accanto alla pioniera Christine de Pizan, si distinse Margherita d'Angoulême (1492–1549). Regina e scrittrice influente, figura chiave nel dibattito culturale del suo tempo, nella sua opera più celebre, l'Heptaméron, esplorò le dinamiche di genere e la moralità, spesso evidenziando l'ipocrisia maschile e la forza intellettuale e morale delle donne.
Louise Labé (1524–1566), poetessa lionese, nei suoi sonetti e nel Débat de Folie et d'Amour esortò le donne a coltivare lo studio e a superare le imposizioni della morale dominante.

#### Spagna

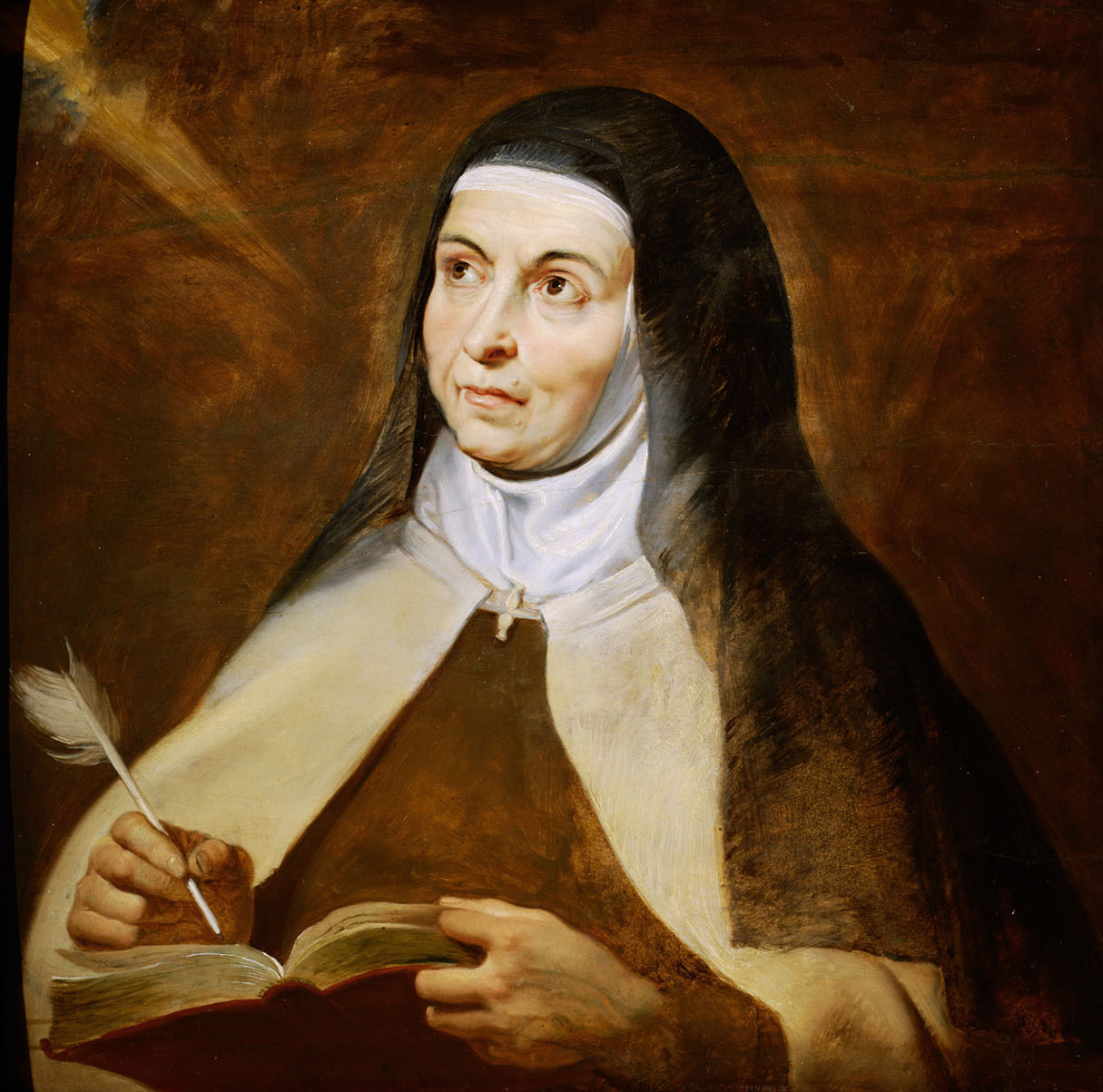
Teresa d'Avila in un dipinto di Rubens

Nel contesto iberico la produzione culturale femminile emerse in un quadro fortemente influenzato dalla Reconquista, dalla Riforma cattolica e dalla monarchia assoluta della dinastia degli Asburgo.
Una delle personalità più significative fu Teresa d’Avila (1515–1582), mistica e riformatrice carmelitana, le cui opere spirituali e autobiografiche testimoniano un uso consapevole della scrittura come spazio di autorità e resistenza. La sua attività, benché legata a una dimensione religiosa, è stata letta come un esempio di agency femminile all’interno di un ordine patriarcale, capace di rimodellare le relazioni tra genere, potere e spiritualità.

#### Inghilterra
Nel contesto inglese, Margaret More Roper, figlia del celebre umanista Thomas More, fu una delle donne più erudite del suo tempo. La sua istruzione e il suo impegno intellettuale in un'epoca che limitava l'accesso femminile al sapere l'hanno resa un esempio significativo di emancipazione intellettuale e di sfida alle limitazioni imposte alle donne, sebbene non sia intervenuta sulla questione femminile e la sua opera sia stata spesso associata a quella del padre.
Verso la fine del secolo, un'altra voce peculiare fu quella di Jane Anger, autrice di Her Protection for Women (1589), il primo pamphlet  in inglese in difesa delle donne pubblicato da una donna. Sebbene siano state avanzate ipotesi contrastanti sull'identità di Jane Anger, tra cui quella che fosse lo pseudonimo di uno scrittore, l'opera mantiene la sua rilevanza per la difesa della dignità e integrità morale delle donne contro gli attacchi misogini dell'epoca.

#### Altri contesti (ca. 1400-1600)
In parallelo ai mutamenti avvenuti in Europa tra la tarda età medievale e il Rinascimento, anche in contesti extraeuropei si svilupparono voci femminili capaci di esercitare un’influenza culturale, religiosa o intellettuale significativa.

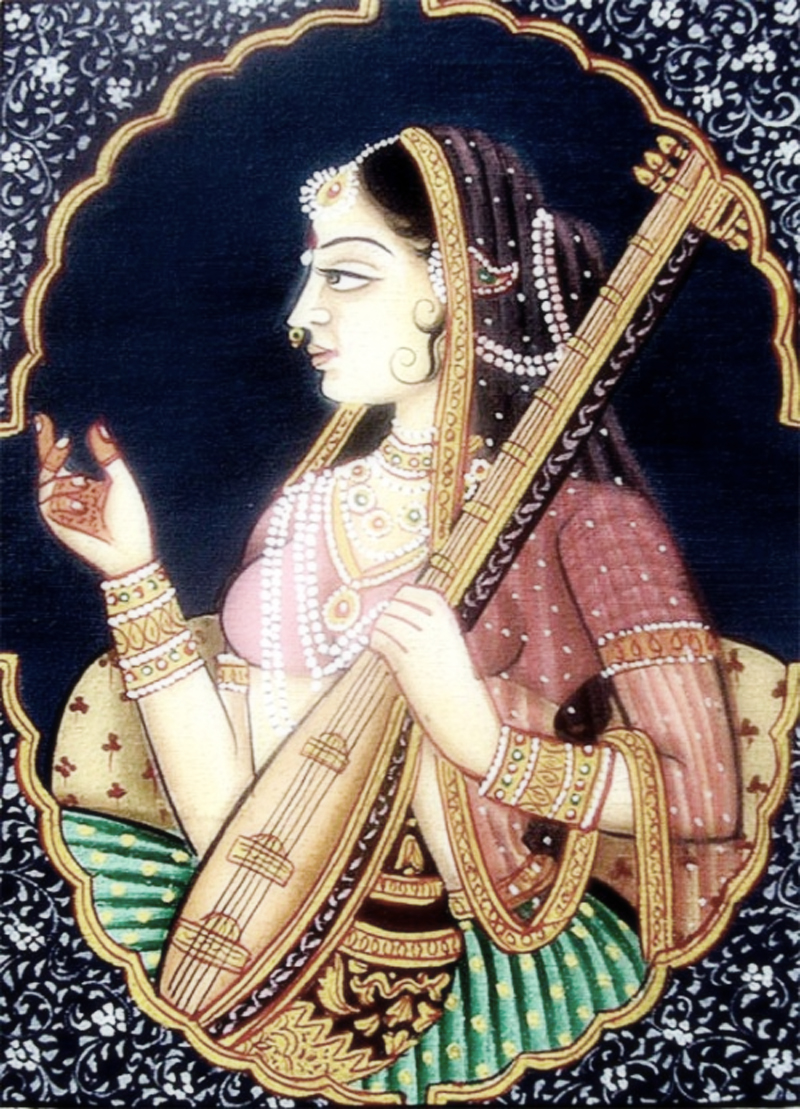
Dipinto di Mirabai

A’isha al-Ba’uniyya (ca. 1456–1517), poetessa e mistica sufi di Damasco, compose trattati religiosi e mistici di ampio respiro in un contesto fortemente maschile. Le sue opere, oggi oggetto di rinnovato interesse, testimoniano una soggettività femminile colta e autonoma, benché radicata nell’orizzonte religioso del tempo.
Nella corte ottomana tra il XV e XVI secolo, la poetessa Mihrî Hatun (ca. 1460–1515), originaria di Amasya, rivendicò il diritto delle donne alla parola poetica, impiegando un linguaggio erotico e spirituale che sfidava i codici maschili; la sua opera è stata letta come una forma precoce di agency poetica femminile.
In India, il movimento bhakti tra il XIV e il XVII secolo vide emergere figure come Mirabai, poetessa e santa venerata per la sua devozione a Krishna e per il rifiuto delle convenzioni sociali, tra cui il matrimonio imposto e le restrizioni del sistema castale. Le sue poesie esprimono una forte soggettività religiosa e sono state interpretate come un esempio precoce di autonomia femminile nello spazio pubblico e spirituale.
In Africa occidentale, alcune tradizioni orali documentano figure femminili - come le griotte - custodi della memoria collettiva e interpreti attive del sapere storico e genealogico. Questi ruoli, trasmessi per via materna, offrivano alle donne la possibilità di esercitare un’autorità culturale e sociale, talora contrastando i vincoli delle strutture patrilineari.

### XVII secolo
Nel XVII secolo la riflessione sul ruolo e sul valore delle donne si sviluppò in una fase di transizione, in cui forme discorsive ereditate dal Rinascimento, come la querelle des femmes, convissero con nuovi registri argomentativi influenzati dal razionalismo moderno. Le rivendicazioni di uguaglianza non si limitarono all’ambito morale o letterario, ma iniziarono a fondarsi su principi ritenuti fondamentali e oggettivi, di cui è un esempio l’opera di François Poullain de la Barre che applicò il metodo cartesiano al problema della disuguaglianza tra i sessi. In questo contesto ambivalente si consolidano spazi di espressione intellettuale femminile, come i salotti letterari, e si affermano le prime donne scienziate, attive in ambiti fino ad allora preclusi.

#### Francia
Tra XVII e XVIII secolo in Francia si sviluppò un vivace dibattito sulla condizione femminile, che diede vita a un consistente corpus di scritti. Nel solo Seicento furono pubblicati 142 testi sulla "questione delle donne", con un picco negli anni quaranta: un dato che conferma l’ipotesi secondo cui proprio questo decennio segnò una fase di transizione, con l’emergere di un discorso più consapevole e autonomo rispetto alla tradizione della Querelle des femmes.
Un ruolo centrale fu svolto dai salotti letterari, come quello di Madame de Rambouillet, luoghi di sociabilità e scambio intellettuale in cui le donne aristocratiche acquisirono crescente visibilità. L’ascesa della cultura dei salotti fu favorita dalla convergenza tra nobiltà tradizionale e nobiltà di toga, offrendo a molte donne colte uno spazio d’azione pubblico, seppur informale.
Tra gli anni sessanta e settanta del Seicento, le précieuses incarnarono un ideale femminile fondato su raffinatezza letteraria, autonomia di pensiero e critica del modello matrimoniale. Proprio questa visibilità suscitò però una forte reazione sessista, esemplificata nelle satire di Molière contro le donne savantes.
In questo contesto si inserisce l’elaborazione teorica di François Poulain de la Barre, autore del trattato De l’égalité des deux sexes (1673), che applicò il metodo cartesiano all'analisi delle diseguaglianze tra uomini e donne. Affermando che «l'esprit n'a pas de sexe», Poulain de la Barre inaugurò un filone di riflessione razionalista che metteva in discussione il fondamento naturale delle gerarchie di genere.
Marie de Gournay (1565–1645), scrittrice e filosofa, figlia spirituale di Montaigne, pubblicò nel 1622 Égalité des hommes et des femmes e Grief des dames, due trattati in cui difese l’uguaglianza naturale tra i sessi criticando apertamente la misoginia diffusa nella cultura letteraria e filosofica del tempo. La sua opera si colloca al crocevia tra la difesa umanistica della dignità femminile e l’affermazione di un principio razionale di parità tra i sessi.
Gabrielle Suchon (ca. 1632–1703), filosofa laica e autodidatta, nelle sue opere Traité de la morale et de la politique (1693) e Du célibat volontaire (1700) rivendicò per le donne il diritto alla libertà, alla conoscenza e alla scelta del proprio destino, opponendosi sia al matrimonio coatto sia alla clausura religiosa. Il suo pensiero rappresenta un tentativo precoce e sistematico di fondare l’autonomia femminile su basi etiche e razionali.

#### Inghilterra
In Inghilterra, il dibattito sulla condizione femminile si sviluppò in modo significativo durante la seconda metà del Seicento, in particolare nell'età della Restaurazione. Le riflessioni critiche sulle disuguaglianze di genere si intrecciarono con argomentazioni di natura teologica, pedagogica e morale, spesso influenzate dal pensiero razionalista e dalle tensioni religiose del periodo. La studiosa Joan K. Kinnaird, in accordo con altri storici ha sostenuto che "il femminismo - o, per essere più precisi, il 'protofemminismo' - abbia avuto la sua genesi nel periodo della Restaurazione".

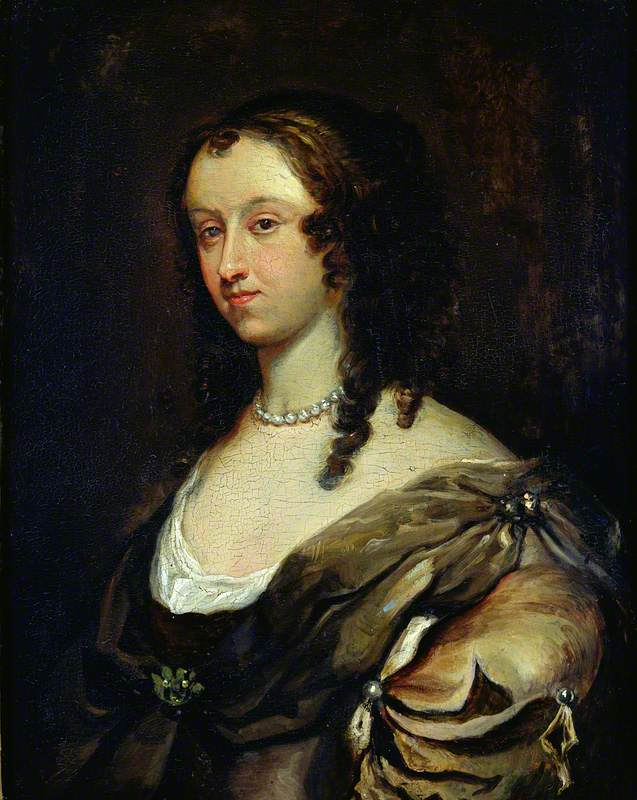
Aphra Behn di Mary Beale

La riflessione filosofica sulla parità tra i sessi trovò una formulazione esplicita nelle opere di Mary Astell (1666–1731), considerata una delle prime teoriche del femminismo inglese e anticipatrice dei dibattiti del secolo successivo. In A Serious Proposal to the Ladies (1694), Astell rivendicò il diritto delle donne all'istruzione, criticando la loro subordinazione e ribaltando le gerarchie aristoteliche con l’affermazione che "se l’uomo è dotato di ragione, lo è anche la donna". Nel successivo Some Reflections upon Marriage (1700), denunciò l'assenza di opportunità educative per le donne e l'istituzione matrimoniale come forma di schiavitù. Propose inoltre la creazione di comunità femminili in cui le donne potessero sviluppare il proprio intelletto e la propria spiritualità al riparo dalle pressioni familiari e sociali.
Margaret Cavendish (1623–1673), duchessa di Newcastle, fu una delle prime donne a pubblicare con il proprio nome trattati filosofici, testi scientifici, opere teatrali e poesie, sfidando apertamente le convenzioni sociali e culturali del suo tempo. Autrice di opere come The Blazing World (1666) - considerata una delle prime utopie fantascientifiche - e Observations upon Experimental Philosophy (1666), Cavendish criticò la marginalizzazione delle donne nel campo delle scienze e nella vita pubblica, sostenendo il diritto all’istruzione e all'attività intellettuale. Pur inserendosi nel dibattito filosofico del suo tempo, rifiutò le gerarchie accademiche maschili e mise in discussione l’esclusione delle donne dal nuovo sapere sperimentale promosso dalla Royal Society. La sua opera anticipa molte delle istanze del pensiero femminista, soprattutto per l’insistenza sul riconoscimento dell’autorità intellettuale femminile.
Il XVII secolo in Inghilterra fu un'epoca di profondo fermento religioso e politico, che offrì nuove, seppur limitate, opportunità alle donne di affermare la propria voce. Un ruolo importante fu svolto dalle donne puritane, la cui alfabetizzazione, favorita dalla centralità attribuita dalla dottrina protestante alla lettura personale della Bibbia, incoraggiò la produzione di testi spirituali, epistolari e autobiografici.
Rachel Speght (1597–ca. 1655), figlia di un ministro puritano, nel 1617 pubblicò A Mouzell for Melastomus, una confutazione del pamphlet misogino di Joseph Swetnam. Prima donna inglese a firmare con nome e cognome una difesa delle donne, rivendicò l’uguaglianza morale e intellettuale dei sessi sulla base della Scrittura e della ragione, in una forma accessibile ma erudita.
Tra i "nonconformists" - protestanti che si rifiutavano di allinearsi alla dottrina, disciplina e pratiche della Chiesa d'Inghilterra - una figura recuperata dagli studi femministi è Anna Trapnel. Profetessa e Fifth Monarchist, nota per le sue visioni estatiche e le sue trance, Trapnel è ritenuta un esempio precoce di voce femminile dissidente e autonoma, per aver utilizzato la sua fede e le forme espressive a sua disposizione per affermare un'autorità spirituale e politica, contestando sia le norme religiose che quelle di genere del suo tempo. Negli Stati Uniti Anne Hutchinson (1591-1643), teologa puritana, figura centrale del dissenso religioso del New England, esiliata dalla colonia come eretica, divenne il simbolo delle possibilità di espressione e resistenza religiosa delle donne, descritta come protofemminista e voce critica nei confronti delle gerarchie di genere.
Anche il teatro e la letteratura satirica della Restaurazione contribuirono a ridefinire l’immagine femminile, seppur all'interno di ruoli spesso stereotipati. La presenza sulle scene di attrici professioniste, una novità introdotta dopo il 1660, offrì alle donne visibilità pubblica. Alcune autrici, come Aphra Behn (1640–1689), si affermarono in ambito teatrale e romanzesco, affrontando nei loro scritti questioni di genere, potere e sessualità in chiave non convenzionale.

#### Italia

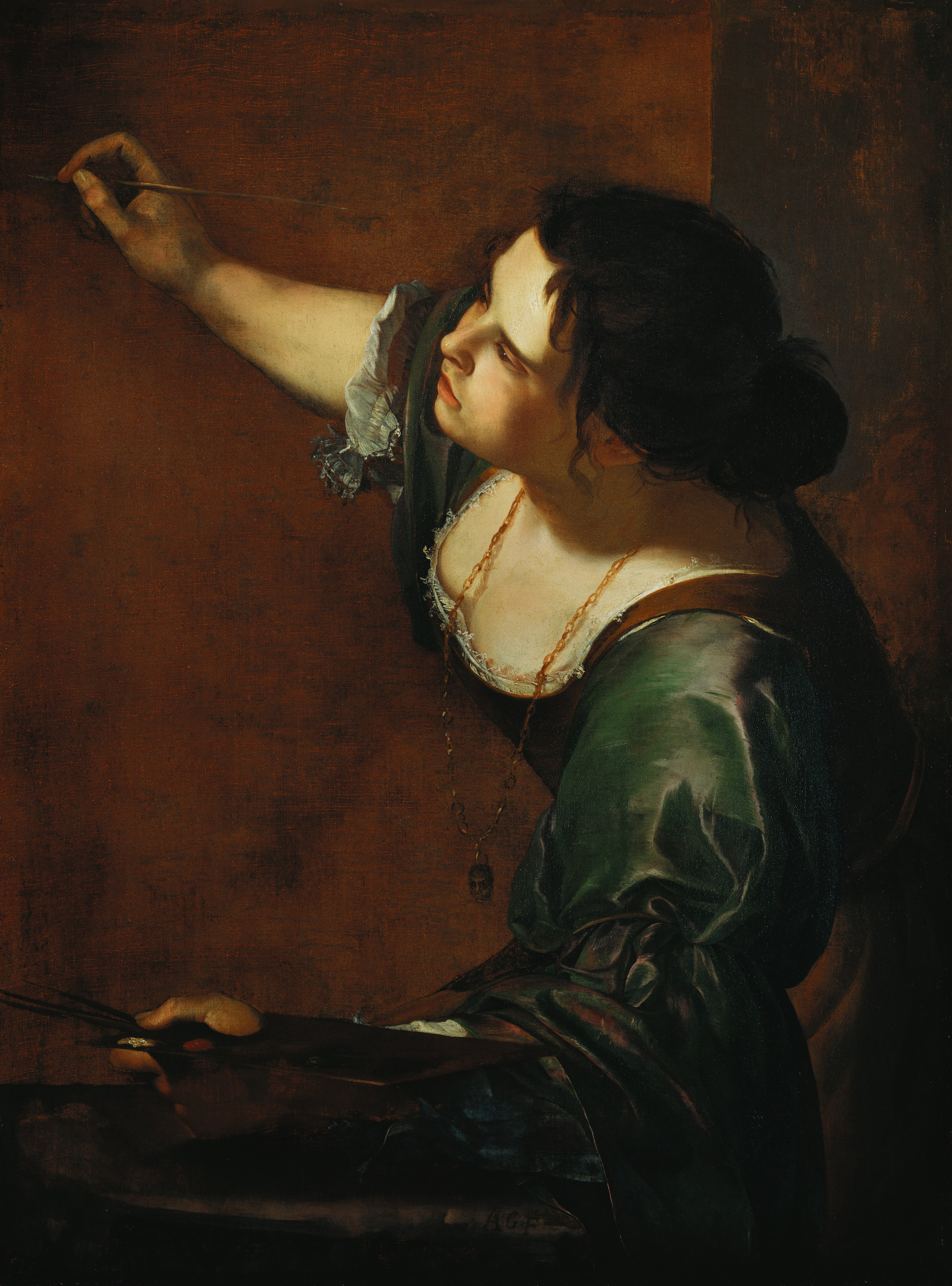
Artemisia Gentileschi, Autoritratto come allegoria della Pittura, (1638-1639)

Nel Seicento italiano alcune figure femminili emersero per originalità e profondità di pensiero. Arcangela Tarabotti, monaca benedettina veneziana, pubblicò Che le donne siano della spetie degli huomini (1651), in cui affermò l’eguaglianza di natura tra uomini e donne e denunciò la violenza delle monacazioni forzate, definendole una forma di oppressione e di negazione della libertà femminile.
Accanto alla critica sociale, il Seicento vide anche alcune espressioni di eccellenze femminili in ambito artistico e accademico. La pittrice Artemisia Gentileschi (1593–ca.1653), attiva a Roma, Firenze e Napoli, fu una delle rare donne a raggiungere riconoscimento pubblico in un ambiente dominato da uomini. Per i suoi dipinti, spesso ispirati a figure femminili forti e tragiche della tradizione biblica e mitologica, e le esperienze di violenza e sopraffazione vissute in giovinezza, è stata definita da alcuni studi "eroina proto-femminista". Il suo Autoritratto come Allegoria della Pittura (1638–1639) manifesta la sua consapevolezza di autrice.
Nel 1678 Elena Lucrezia Cornaro Piscopia (1646–1684) ottenne la laurea in filosofia all’Università di Padova: fu la prima donna a conseguire un titolo accademico in Europa. Nata in un ambiente aristocratico e colto, ricevette un’educazione umanistica approfondita e fu celebrata dai contemporanei come esempio di virtù e sapere.

#### Germania

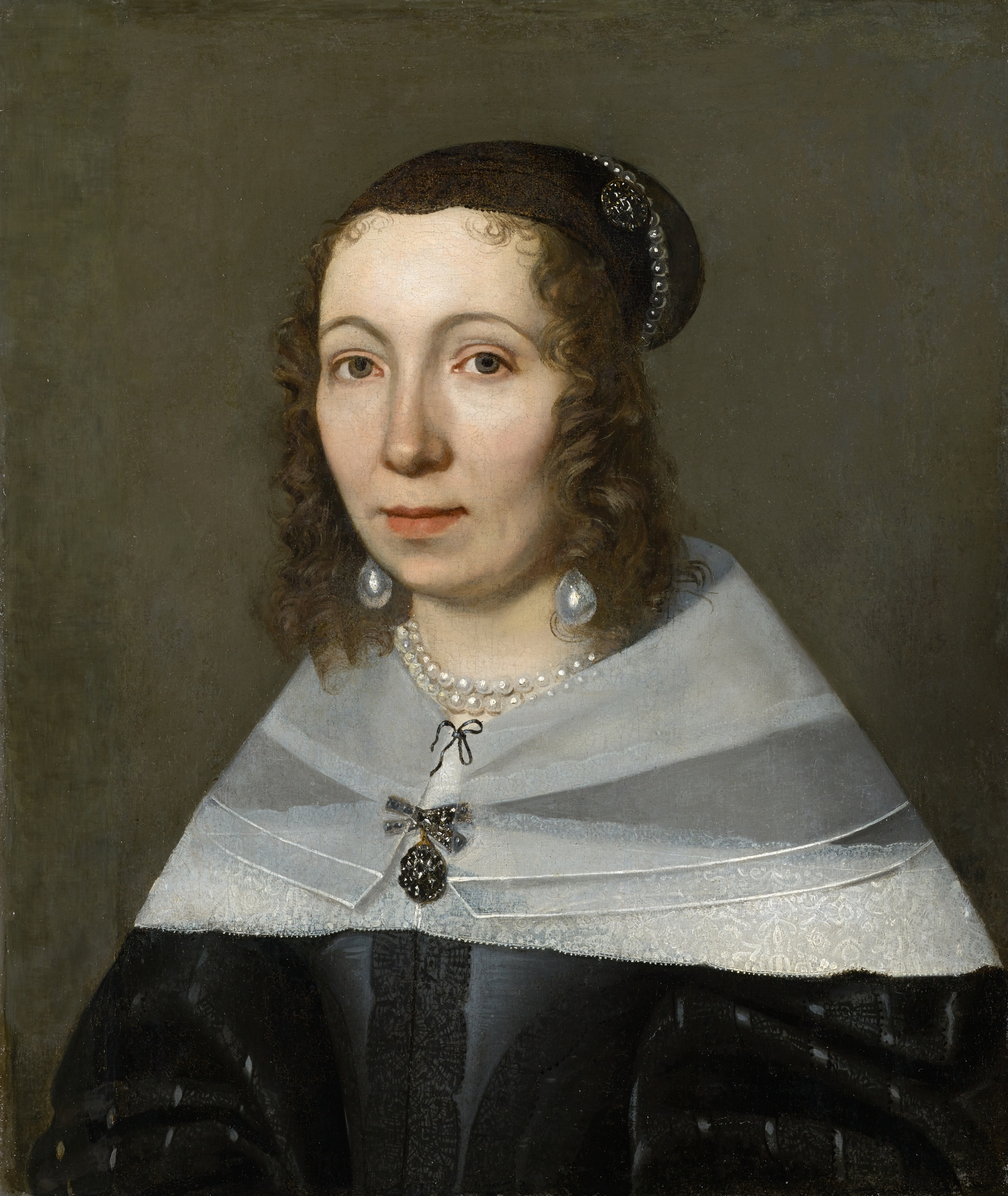
Ritratto di Maria Sibylla Merian (1647-1717)

La mercantessa tedesca di origini ebraiche Glückel von Hameln (Germania, XVII sec.) lasciò un diario ricco di riflessioni personali e familiari, un testo ampiamente studiato come fonte preziosa per comprendere la vita quotidiana, le relazioni familiari e le dinamiche economiche e sociali dell'epoca dal punto di vista femminile. La sua opera offre inoltre un raro spaccato sulle sfide e le strategie di una donna che gestiva autonomamente affari e famiglia, fornendo intuizioni sul suo ruolo e la sua intraprendenza in un contesto storico specifico.
Maria Sibylla Merian (1647-1717), naturalista e illustratrice scientifica tedesca, si distinse per la dedizione allo studio degli insetti e delle piante, conducendo osservazioni pionieristiche, e per la sfida alle convenzioni di genere di cui la sua vita fu esempio. La sua decisione di lasciare il marito e intraprendere una spedizione scientifica autofinanziata in Suriname, accompagnata solo dalla figlia, fu un atto di indipendenza e determinazione, in netto contrasto con le aspettative del tempo.

#### Mondo ispanico
La drammaturga Ana Caro de Mallén (ca. 1590–1646) elaborò una forma di scrittura teatrale consapevolmente orientata a decostruire i ruoli di genere e le strutture del potere patriarcale. Nell'opera El Conde Partinuplés, Caro riscrisse modelli maschili cortesi e cavallereschi, affidando alle protagoniste qualità di autonomia, intelligenza e autorità morale: una prospettiva che la critica ha interpretato come espressione precoce di protofemminismo.
Nel Vicereame della Nuova Spagna (attuale Messico) Juana Inés de la Cruz (1648–1695), monaca geronimiana, poetessa, drammaturga e studiosa, si affermò come una delle figure più autorevoli delle Americhe coloniali. Nella sua Respuesta a Sor Filotea de la Cruz (1691) difese il diritto delle donne alla cultura e all'espressione intellettuale, sostenendo la compatibilità tra l'intelletto femminile e la fede religiosa e opponendosi alle restrizioni educative imposte dal clero e dalla società patriarcale.

#### Africa

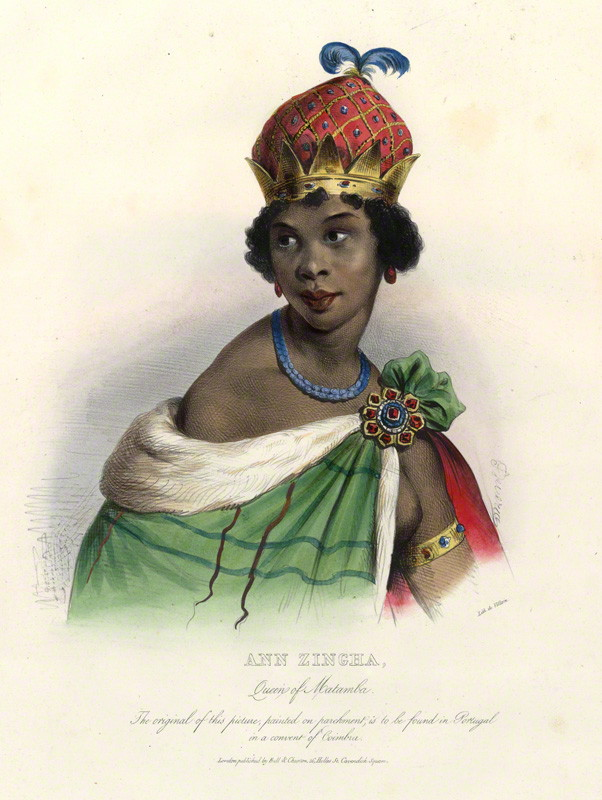
Nzinga Mbande, regina dei regni Ambundu di Ndongo e Matamba, situati nell'attuale Angola settentrionale

In Africa, la regina del Ndongo e del Matamba Nzinga Mbande (ca. 1583–1663) fu protagonista della resistenza contro la colonizzazione portoghese nell’odierna Angola. Nota per le sue capacità diplomatiche e militari, sfidò i codici di genere del tempo assumendo titoli maschili e guidando il proprio regno con autorità fino alla morte.
In ambito islamico, Nūr Jahān (1577–1645), moglie dell’imperatore moghul Jahangir, esercitò una forma di co-reggenza nell’India del XVII secolo. Dotata di notevoli competenze amministrative e politiche, firmava decreti e faceva coniare monete in proprio nome, guadagnandosi un'autonomia di governo rara per una donna del suo tempo.

### XVIII secolo. Illuminismo
Tra la fine del XVII e il XVIII secolo, l’elaborazione di nuove categorie filosofiche, come i diritti naturali, la razionalità universale, l’idea di progresso e il principio di uguaglianza, offrì strumenti teorici inediti per mettere in discussione la subordinazione femminile. L’appello alla ragione, usato per criticare consuetudini e tradizioni, permise a diverse autrici di articolare rivendicazioni di parità intellettuale, morale e civile, pur in un contesto in cui molti filosofi illuministi continuavano a escludere le donne dalla cittadinanza attiva.

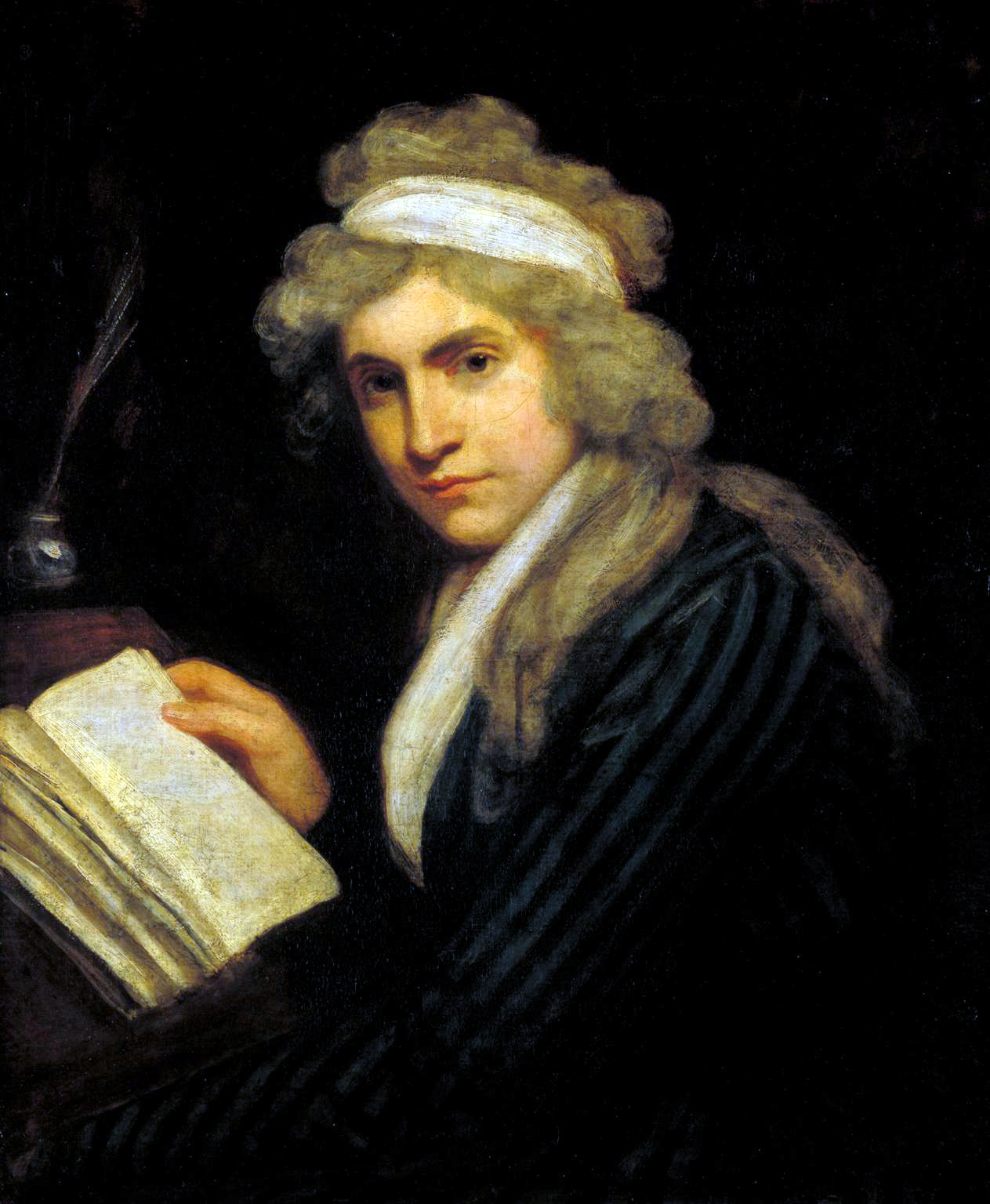
Mary Wollstonecraft

Secondo alcuni storiche del femminismo, più che essere legato all'Illuminismo e alla Rivoluzione francese, il femminismo moderno sarebbe stato una risposta alle nuove forme di discriminazione che le donne affrontarono in quel periodo, quando vennero esplicitamente negati loro i diritti concessi agli uomini.
In Francia, autrici come Marie-Jeanne Roland, Olympe de Gouges e Mary Wollstonecraft nel Regno Unito, riformularono i principi dell’Illuminismo per criticare l’esclusione femminile dal contratto sociale e rivendicare la piena appartenenza delle donne alla sfera dei diritti naturali e civili.
L’esperienza della Rivoluzione francese, durante la quale fiorirono circoli politici femminili portatori di un'ampia serie di rivendicazioni politiche, segnò una svolta nella riflessione politica sul ruolo delle donne. La rivendicazione dell’uguaglianza aprì nuovi spazi per l’elaborazione di un’identità femminile pubblica, anche se inscritta in modelli che attribuivano alle donne una funzione civica distinta, fondata sulla maternità, l’educazione e la virtù morale.
Le lotte politiche delle donne in questo periodo, represse nella fase giacobina, lasciarono una traccia duratura, ispirando successive generazioni e contribuendo alla nascita di nuove forme di mobilitazione, come quella patriottica e repubblicana che avrebbe segnato l’Italia risorgimentale.

#### Francia

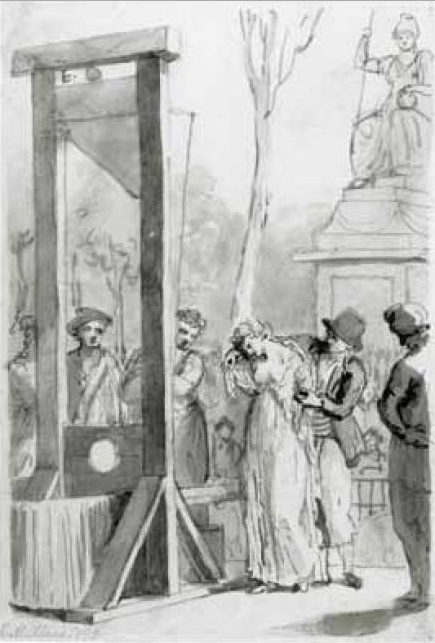
Esecuzione di Olympe de Gouges, 1793

A metà del Settecento i salotti si evolsero, trasformandosi in centri nevralgici dell'Illuminismo. Questi spazi furono ideati e presieduti da influenti donne di lettere come Marie-Thérèse Geoffrin, Jeanne-Julie de Lespinasse e Suzanne Necker. Fino agli anni ottanta del Settecento, si rivelarono fondamentali per l'affermarsi delle donne delle élite nella Repubblica delle Lettere. Nonostante ciò, le donne continuavano a essere escluse dalle principali istituzioni culturali nazionali, come le accademie.
La scrittrice e salonniére Anne-Thérèse de Marguenat de Courcelles (1647–1733), nota come Madame de Lambert, in Réflexions nouvelles sur les femmes, ou Métaphysique d'amour, sostenne il diritto delle donne all'istruzione, alla ragione e all'autodeterminazione. Il suo salotto, aperto nel 1710 e frequentato da intellettuali e membri dell'alta società parigina, fu un luogo di dibattito e di diffusione di idee; promosse la riflessione sulla natura umana e sul ruolo delle donne nella società.
Nel 1772 Louise d'Épinay (1726–1783), celebre salonière e scrittrice, prese parte al dibattito sui diritti e sul ruolo delle donne criticando aspramente l'opera Essai sur les femmes di Antoine Léonard Thomas, un testo influente che promuoveva una visione complementare e spesso restrittiva dei ruoli di genere, sottolineando come le disuguaglianze fossero radicate nella società piuttosto che nella natura femminile.
Émilie du Châtelet (1706–1749), brillante scienziata, scrittrice e traduttrice di Newton, sfidò le convenzioni sociali attraverso la propria attività intellettuale e il coinvolgimento nei dibattiti scientifici e filosofici. Per la sua figura di femme savante e la sua rivendicazione del diritto all'uguaglianza e a un'educazione libera da pregiudizi è considerata un'anticipatrice dei temi dell'emancipazione femminile.
Nel tardo Settecento, Olympe de Gouges (1748–1793) con la sua Déclaration des droits de la femme et de la citoyenne (1791), in risposta alla Déclaration des droits de l'homme et du citoyen, denunciò l'esclusione delle donne dai diritti proclamati come universali e rivendicò la piena uguaglianza politica e civile. La sua opera rappresenta un momento culminante delle istanze femminili dell'età dei Lumi, anticipando le rivendicazioni del femminismo politico.

#### Inghilterra
Catharine Macaulay (1731–1791), storica e scrittrice radicale, nell’opuscolo Letters on Education (1790) anticipò alcune delle tesi che Mary Wollstonecraft avrebbe sviluppato nella Vindication. Difese apertamente l’idea che le donne fossero capaci di virtù razionale e cittadinanza attiva, opponendosi alla visione di Rousseau che assegnava loro un ruolo esclusivamente domestico.
Mary Wollstonecraft (1759–1797) con A Vindication of the Rights of Woman (1792) sistematizzò molte delle argomentazioni a difesa delle donne in un testo che è unanimemente considerato la pietra angolare del femminismo moderno. Wollstonecraft sostenne il principio dell'universalità dei diritti, criticando i limiti dell'Illuminismo che escludeva le donne dalla cittadinanza; accanto all'affermazione dell’uguaglianza razionale dei sessi mise in luce le specificità legate alla condizione femminile.

#### Italia
In Italia nel corso del Settecento si sviluppò una significativa partecipazione femminile alla vita culturale e scientifica.

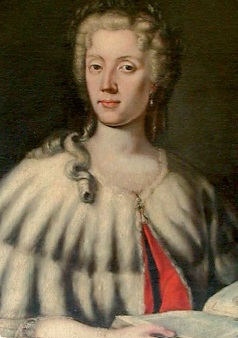
Laura Bassi, tra le prime donne laureate in Italia

Laura Bassi (1711–1778), tra le prime donne laureate in Italia, divenne docente di fisica all’Università di Bologna ed entrò a far parte dell'Accademia delle Scienze; Maria Gaetana Agnesi (1718-1799), matematica e filosofa milanese, acquistò fama per il suo trattato Instituzioni analitiche ad uso della gioventù italiana (1748), un'opera che sintetizzava e rendeva accessibili le conoscenze matematiche dell'epoca, inclusi il calcolo differenziale e integrale.
In ambito letterario numerose donne ottennero visibilità come poetesse e autrici, spesso attraverso la loro presenza in alcune Accademie. Tra queste la poetessa Diamante Medaglia Faini (1724–1770) fu membro dell’Accademia degli Orditi di Brescia e dell’Arcadia; Faustina Maratti Zappi (1679–1745), fu lodata da contemporanei come Muratori per la sua eleganza poetica.
La partecipazione femminile alla vita culturale si fece più visibile anche nei salotti letterari, spazi informali ma cruciali per la diffusione di idee illuministe, nei quali molte donne riuscirono a ottenere autorevolezza. In alcuni casi, l'impegno intellettuale si tradusse in un coinvolgimento diretto nei processi politici. Eleonora Fonseca Pimentel (1752–1799), nata a Roma da famiglia portoghese, e distintasi come poetessa, traduttrice e giornalista, fu una delle rare intellettuali a prendere parte attiva a un processo rivoluzionario. Nel 1799, direttrice del Monitore Napoletano, fu tra le protagoniste della Repubblica Napoletana. La sua attività pubblicistica rivela una precoce consapevolezza politica femminile e l’adesione convinta ai valori della Rivoluzione francese.
Stati Uniti

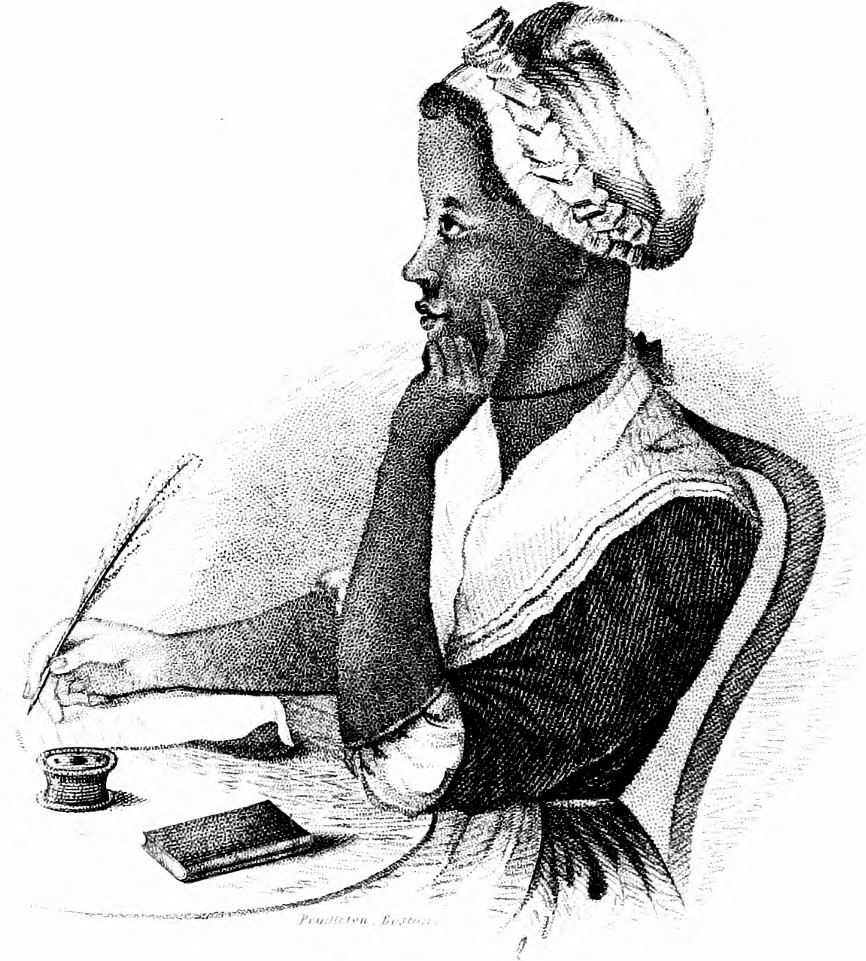
Ritratto di Phillis Wheatley

Negli Stati Uniti pensatrici come Abigail Adams (1744–1818), moglie del futuro presidente John Adams, pur non pubblicando trattati formali, nelle sue lettere al marito, in particolare nella famosa "dichiarazione protofemminista" "Remember the Ladies" (1776), esortò i padri fondatori a considerare i diritti delle donne nella nuova legislazione della nazione indipendente, ammonendo che "se non viene prestata particolare cura e attenzione alle donne, siamo determinate a fomentare una ribellione e non ci riterremo vincolati da alcuna legge in cui non abbiamo voce o rappresentanza".
Nel contesto coloniale nordamericano, la presenza femminile alla sfera pubblica era limitata, ma alcune donne lasciarono testimonianze significative attraverso testi religiosi, diari e autobiografie. In particolare, le donne attive nel quaccherismo, movimento cristiano fondato negli anni quaranta del XVII secolo, si distinsero per la loro insistenza sull’uguaglianza spirituale e sull'autorità interiore, anticipando in parte i temi del femminismo moderno.
Phillis Wheatley (c. 1753–1784), originaria dell’Africa occidentale e ridotta in schiavitù negli Stati Uniti, fu liberata grazie al suo straordinario talento poetico. Con la raccolta Poems on Various Subjects, Religious and Moral (1773) divenne la prima donna afroamericana a pubblicare un libro. Le sue poesie, intrise di spiritualità e retorica classica, rivendicavano implicitamente la dignità umana di fronte alle gerarchie razziali e sessuali, aprendo uno spazio per una soggettività femminile nera nell'America coloniale.

#### Cina
Nel contesto confuciano della Cina del XVIII secolo, la poetessa e pittrice Luo Qilan (1755–1813?) si distinse per la sua antologia Tingqiuxuan guizhong tongren ji (Poesie dalle compagne, 1797), nella cui prefazione scrisse delle difficoltà che le donne incontravano nell'entrare nel mondo delle lettere, dominato dalla presenza maschile.

#### Giappone
Ōgimachi Machiko (1675–1724), dama di corte e scrittrice giapponese attiva nei primi decenni del XVIII secolo, scrisse Matsukage nikki (Diario dell’ombra dei pini). Ispirandosi ai modelli classici della letteratura giapponese, offrì una testimonianza soggettiva e originale della vita aristocratica, dell’amore coniugale e del lutto. La sua opera è oggi considerata un esempio precoce di scrittura femminile consapevole e di riflessione sul ruolo delle donne nella storia e nella memoria culturale.

### Verso il femminismo organizzato (fine XVIII – prima metà XIX Secolo)
Tra la fine del XVIII secolo e la prima metà del XIX secolo le rivendicazioni femminili da istanze isolate o inserite in cornici filosofico-letterarie, iniziarono ad assumere prime, embrionali, forme di associazione e rivendicazione collettiva, ponendo le fondamenta per la nascita del femminismo come movimento sociale e politico. Questa transizione si svolse in stretta connessione con i mutamenti sociali, politici e culturali introdotti dalla Rivoluzione industriale, dai processi di nation building e dalla diffusione di nuove ideologie, tra cui il liberalismo e il socialismo, e da correnti etico-religiose e filantropiche che, soprattutto nel mondo anglosassone, alimentarono una prima forma di attivismo femminile basata sull’idea di dovere morale e responsabilità civile.
Nel mondo anglosassone le esperienze femminili si articolarono inizialmente intorno a campagne filantropiche, all’abolizionismo e ai diritti civili. Negli Stati Uniti, l’opera di Hannah Mather Crocker (1752–1829), Observations on the Real Rights of Women (1818), è considerata il primo trattato filosofico sui diritti femminili scritto da una statunitense.

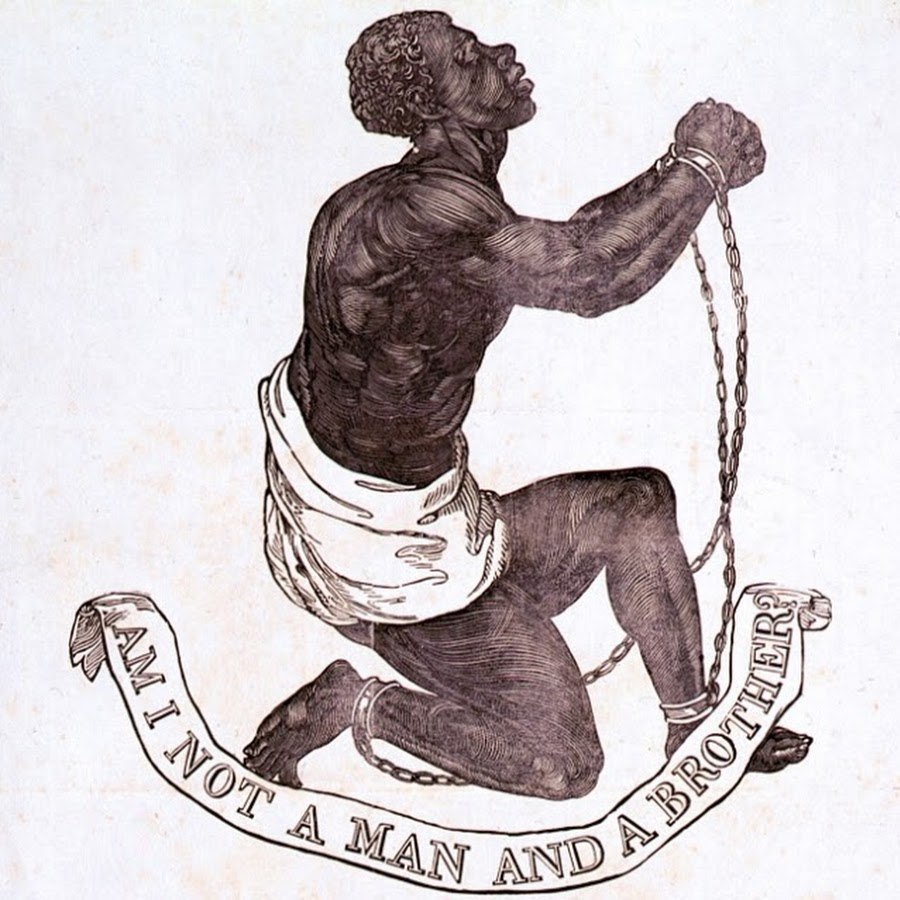
Disegno per il medaglione del Comitato per l'abolizione della tratta degli schiavi (costituito nel 1787)

Il movimento abolizionista fu un terreno fertile per l’attivismo femminile e portò molte donne a riflettere sulla propria condizione di subalternità. Questo percorso culminò nella storica Convenzione di Seneca Falls del 1848, organizzata da Elizabeth Cady Stanton e Lucretia Mott, dove venne redatta la Declaration of Sentiments, ispirata alla Dichiarazione d'Indipendenza, che chiedeva l’estensione alle donne dei diritti civili e politici.
Anche nel Regno Unito, a partire dagli anni venti dell'Ottocento, scrittrici e attiviste di diversa collocazione presero posizione contro la schiavitù dei neri. Tra queste, la radicale Helen Maria Williams, l' unitariana Anna Laetitia Barbauld e l'evangelica e conservatrice Hannah More. Le società abolizioniste femminili che si formarono in quel periodo favorirono la visibilità pubblica femminile e il passaggio dall'impegno individuale a quello collettivo.
Figure come Harriet Martineau (1802-1876) e Anna Wheeler (1785-1848), contribuirono allo sviluppo di una prima coscienza politica femminile, denunciando l'oppressione delle donne attraverso l’attività pubblicistica, le campagne filantropiche e l’impegno nei movimenti di riforma. In particolare, l’Appeal of One Half of the Human Race (1825), scritto da William Thompson in collaborazione con Wheeler, nel quale la situazione delle donne sposate veniva paragonata a quella degli schiavi, è stato letto dalla storiografia come uno dei primi testi teorici di critica al patriarcato, in cui l'emancipazione delle donne veniva ritenuta possibile solo con un cambiamento dell'intero sistema economico e dell'ordine sociale.

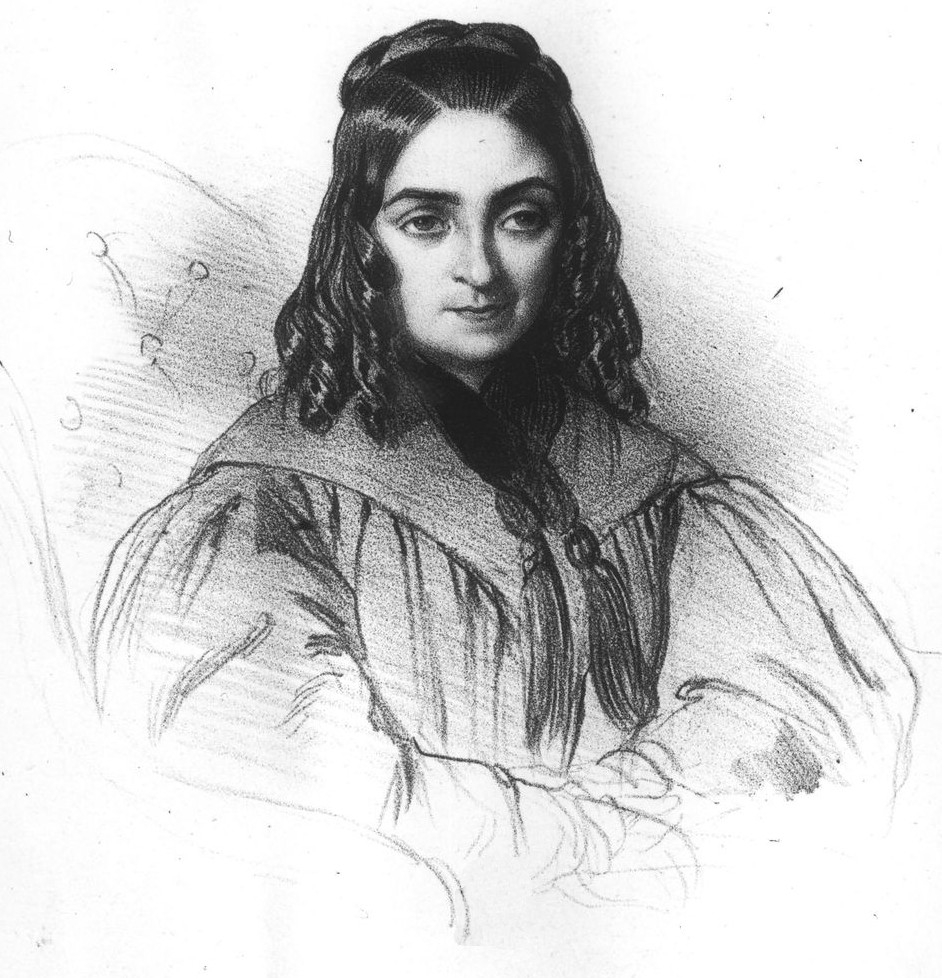
Flora Tristan, 1838

Secondo diversi studi, il movimento femminista britannico in senso moderno - inteso come forma organizzata, collettiva e con obiettivi politici condivisi - iniziò a delinearsi negli anni cinquanta dell'Ottocento, quando la richiesta del diritto di voto emerse come la rivendicazione politica più radicale e simbolica della piena cittadinanza femminile, ponendo le basi per i grandi movimenti del XX secolo.
In Francia la stagione rivoluzionaria aveva aperto un importante spazio di elaborazione teorica, ma le rivendicazioni femminili furono presto represse, e dopo la fase rivoluzionaria, il Codice napoleonico restrinse notevolmente i diritti delle donne. Nel corso dell’Ottocento, tuttavia, il pensiero repubblicano, il socialismo utopistico e la riflessione sulla giustizia sociale fornirono nuovi strumenti teorici per la rivendicazione dell’uguaglianza. Figure come Flora Tristan (1803-1844), che coniugò lotta di classe e questione femminile, o Eugénie Niboyet, che fondò il primo quotidiano femminista La Voix des Femmes (1848), segnarono un’evoluzione del discorso sui diritti femminili in direzione politica e collettiva.
In Italia, l’elaborazione di un’identità femminile autonoma si intrecciò inizialmente con il patriottismo risorgimentale. Le donne parteciparono attivamente ai moti rivoluzionari e ai processi di costruzione dello Stato unitario, ma raramente videro riconosciuta la propria soggettività politica. In questo contesto, figure come Cristina Trivulzio di Belgiojoso, Clara Maffei e Jessie White Mario rappresentarono l’intreccio tra impegno politico e riflessione sull’emancipazione, che solo nella seconda metà del secolo iniziò a tradursi in rivendicazioni esplicite di diritti civili e politici.

#### Altri contesti (sec. XIX)

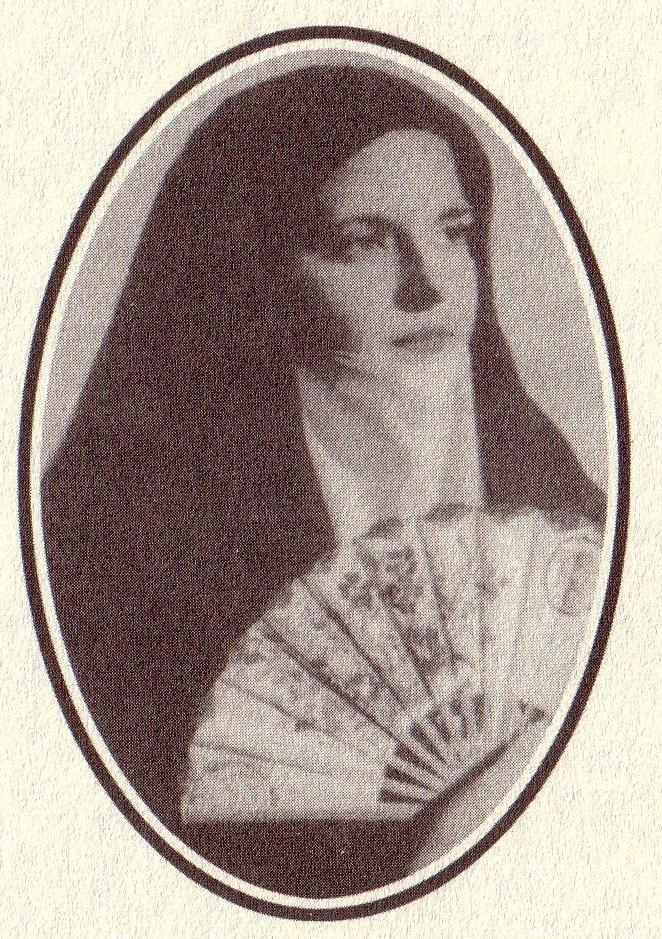
Zeinab Fawwaz

Nel corso del XIX secolo, in diverse aree del Medio Oriente e del Nord Africa, prese forma una "coscienza femminile" che si manifestò inizialmente attraverso organizzazioni caritatevoli e poi tramite la pubblicazione di giornali femminili.
In Egitto, Zaynab Fawwaz (1860–1914) scrisse uno dei primi romanzi arabi firmati da una donna e fondò una rivista femminile, mentre Hind Nawfal lanciò nel 1892 Al-Fatah, considerata la prima rivista femminile del mondo arabo.
In Siria, Maryam Nimr Makariyus e Maryana Marrash animarono salotti letterari e riviste impegnate nella discussione sull’istruzione, la salute, i diritti legali e la poliginia. L’attivismo prese anche forma in figure come Malak Hifni Nasif, che reinterpretò la sharia in senso favorevole alle donne, o come Nazik al-Abid, detta "la Giovanna d’Arco siriana", che lottò per il suffragio e il lavoro femminile.
In Iran, Bibi Khanoum Astarabadi (1858–1921) criticò il maschilismo delle élite religiose e fondò scuole femminili, stimolando una politicizzazione delle donne durante la Rivoluzione Costituzionale (1906–1911).

#### Africa e diaspora afro-atlantica
In un arco cronologico più ampio, numerose donne della diaspora africana hanno espresso istanze femministe intrecciate alla lotta anticoloniale e alla rivendicazione della soggettività nera.

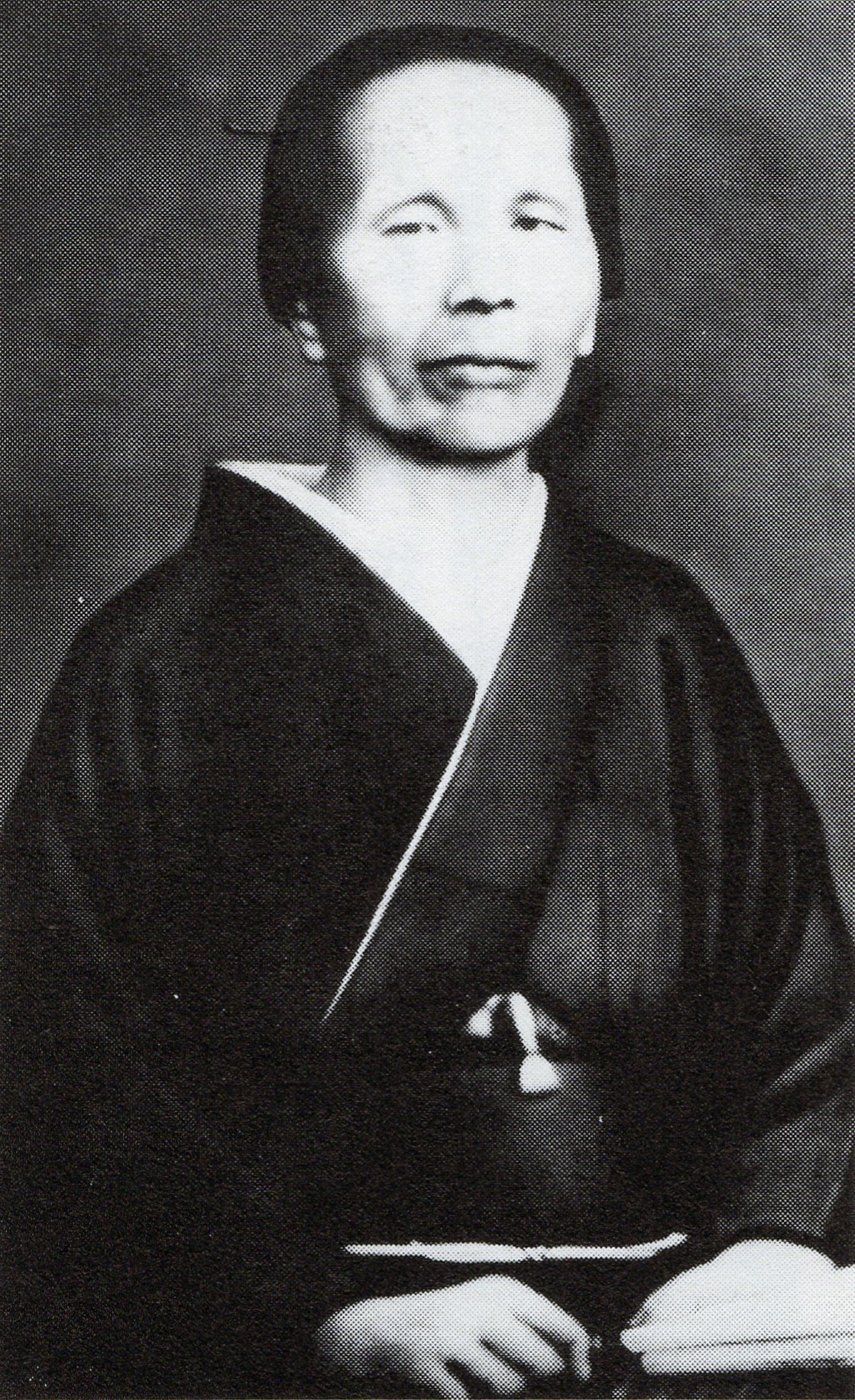
Matsuo Taseko

Nel suo libro Boycotts, buses, and passes (2008) Pamela E. Brooks include tra queste Queen Nanny (c. 1686-c. 1760), leader della resistenza Maroon in Giamaica contro il colonialismo britannico; Adelaide Casely-Hayford, una panafricanista e fondatrice di una scuola femminile in Sierra Leone e Amy Jacques Garvey (1895–1973), leader delle attiviste del movimento Garvey, che scrisse testi fondamentali per l'autonomia intellettuale delle donne nere.
Più tardi, nel contesto della diaspora caraibica e afroamericana, Claudia Jones (1915–1964), nata a Trinidad e attiva tra New York e Londra, elaborò una teoria del triplice oppressione (razza, classe, genere) che precorse il pensiero intersezionale.

#### Giappone
Nel Giappone del periodo Tokugawa (1603–1867), alcune donne svilupparono strategie retoriche e poetiche per rispondere all'ingiustizia di genere fondata sull'ideologia confuciana. Tadano Makuzu (1763–1825) redasse testi come Towazugatari e Hitori kangae in cui sostenne che le donne dovevano essere educate per il bene dello Stato. Poetesse come Nomura Bōtō (1806–1867), Kojima Masu e Matsuo Taseko (1811–1894) utilizzarono la poesia waka per esprimere la loro frustrazione per le limitazioni imposte dal genere. Pur sostenendo cause politiche patriottiche, lamentavano di non poter agire come gli uomini, rivelando una chiara consapevolezza della "debolezza" imposta dal loro status di donne e un desiderio di azione che superava le aspettative sociali.

## Protofemminismo nella storia della cultura e della critica letteraria
Sebbene la critica letteraria femminista venga solitamente fatta risalire alla seconda ondata del femminismo, l’interesse delle donne per la lettura, la scrittura e l’interpretazione dei testi è molto più antico. Secondo Gill Plain e Susan Sellers, esiste una vera e propria "preistoria" della critica femminista che può essere ricostruita attraverso le opere e le pratiche di figure pioniere e protofemministe, rintracciabili fin dal Medioevo, età nella quale le donne avrebbero partecipato alla produzione e alla ricezione della cultura scritta, in modi che anticipano molte delle istanze sviluppate dal femminismo in epoca contemporanea.

### Donne e testi nel Medioevo

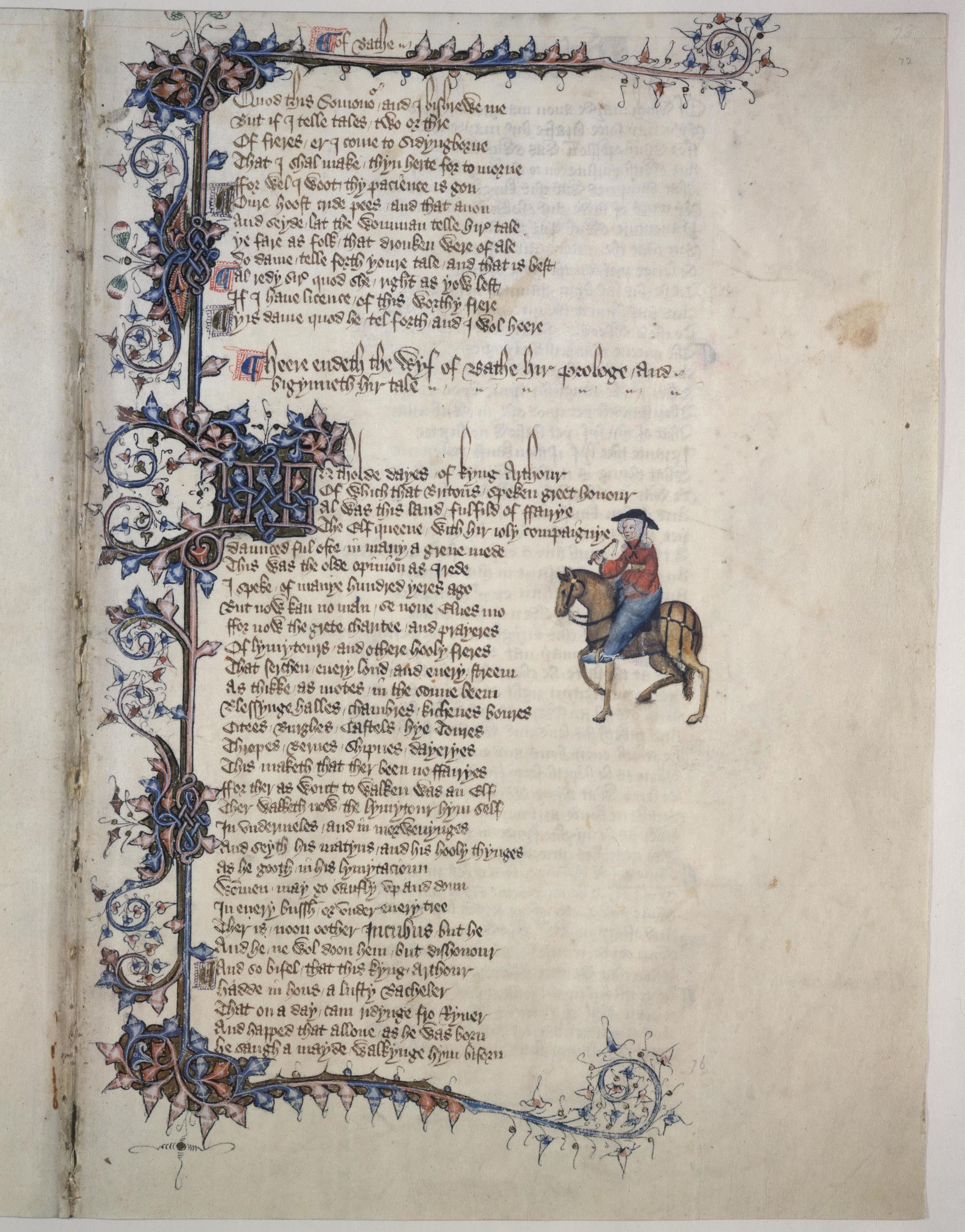
Il racconto della donna di Bath, Geoffrey Chaucer, manoscritto

Carolyn Dinshaw ha evidenziato come, in un contesto culturale largamente dominato da una tradizione letteraria maschile, le donne medievali interagissero criticamente con i testi: anche se in numero estremamente ristretto, leggevano sermoni, romanzi, letteratura devozionale e liturgica, scrivevano in volgare, erano mecenati di scrittori o manoscritti, formavano "comunità testuali", esercitando un'influenza sulla produzione letteraria.
Un esempio significativo si trova nel personaggio della Donna di Bath dei Canterbury Tales di Geoffrey Chaucer che contesta un testo misogino distruggendolo fisicamente, un gesto che Dinshaw interpreta come una forma di critica protofemminista. Figure storiche come Giuliana di Norwich - autrice della prima opera in lingua inglese di cui si conosca l’attribuzione a una donna (Revelation of Love, c. 1382-1388) - e Margery Kempe, autrice della prima autobiografia spirituale femminile in inglese, mostrano un’attiva partecipazione al discorso testuale e spirituale del tempo.
Particolarmente rilevante è il caso di Christine de Pizan, che agli inizi del XV secolo prese apertamente posizione contro la misoginia del Roman de la Rose, difendendo la dignità femminile attraverso un’argomentazione fondata sull’autorità dei testi e sulla responsabilità dell’autore. Le sue opere rappresentano uno dei primi esempi sistematici di critica letteraria al maschilismo culturale da parte di una donna.

### Età moderna. Autorialità femminile
Nel XVI secolo in Gran Bretagna, durante l'età elisabettiana, si moltiplica la produzione e la circolazione di testi femminili, manoscritti e stampati, in una grande varietà di generi: poesie, opere teatrali, narrazioni di conversione, traduzioni, lettere, testi devozionali, profezie, opuscoli, memorie e opere di filosofie. Tra questi testi, spesso sotto uno pseudonimo, circolano anche opuscoli a difesa del sesso femminile, come Jane Anger Her Protection For Women, pubblicato nel 1589.
Secondo Helen Wilcox, nel Rinascimento e nel XVII secolo, l’atto stesso di scrivere diviene per molte donne una forma di affermazione della propria individualità e di contestazione dell’ordine simbolico patriarcale. Wilcox individua in questa fase di "protofemminismo" le prime forme di una consapevolezza critica che si avvicina alla pratica della critica letteraria femminista.

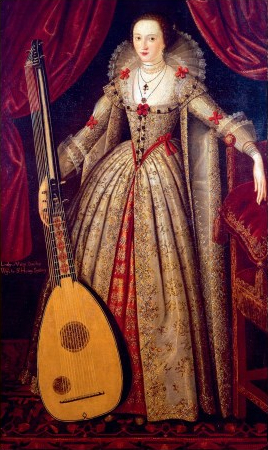
Mary Wroth

Alcune autrici, come Emilia Lanier (1569-1645), Mary Wroth (1586-1652), Katherine Philips (1632-1664), Aphra Behn (1640-1689) e Anne Bradstreet (1612-1672) utilizzarono la scrittura poetica e narrativa per rivendicare un proprio spazio autoriale, sfidando gli stereotipi femminili e proponendo nuovi modelli di soggettività. Nell'introduzione delle loro poesie, Isabella Whitney (1573) e An Collins (1653) rivendicarono il titolo di "autrice". Altre criticano apertamente le rappresentazioni stereotipate delle donne nei testi maschili, creando nuovi personaggi femminili e nuovi riferimenti: Katherine Philips presenta l'amicizia femminile come alternativa superiore alla "prigionia" del matrimonio. Margaret Cavendish (1623-1673) sviluppa una forma embrionale di critica letteraria, commentando le opere di autori come Shakespeare e interrogandosi sulla natura androcentrica della produzione culturale.
In questo periodo emergono temi come la costruzione sociale del genere, l’accesso delle donne all’istruzione e alla cultura, e la rappresentazione femminile nella letteratura, che sarebbero diventati centrali nella critica femminista del Novecento.
Tra il XVIII e la prima metà del XIX secolo molte scrittrici integrarono la riflessione critica sulla letteratura con l’impegno politico per l’emancipazione femminile. In ambito anglosassone, autrici come Mary Wollstonecraft, Jane Austen, Mary Shelley, Charlotte Brontë, George Eliot produssero opere che, pur in modi diversi, affrontavano le condizioni di vita delle donne e contestavano i ruoli imposti dalla cultura dominante.
In particolare, A Vindication of the Rights of Woman (1792) di Mary Wollstonecraft può essere considerato un testo fondativo della critica letteraria protofemminista. Nella sua analisi delle opere di Rousseau, Milton e Burke, Wollstonecraft individua la costruzione ideologica di un’immagine della donna funzionale al mantenimento dell’ordine patriarcale, anticipando l’idea che il genere sia un costrutto culturale.

## Interpretazioni storiografiche
Il dibattito storiografico sulle origini del femminismo ha messo in discussione l’idea che esso sia un fenomeno esclusivamente moderno, legato alla nascita dei movimenti organizzati nel XIX secolo. Sebbene diverse studiose abbiano individuato forme antecedenti di pensiero critico e pratiche di resistenza femminile, spesso elaborate in contesti in cui mancava la possibilità di rivendicazioni collettive esplicite, la definizione di tali esperienze attraverso categorie come protofemminismo non ha trovato un consenso unanime sulla loro collocazione nella storia del femminismo.

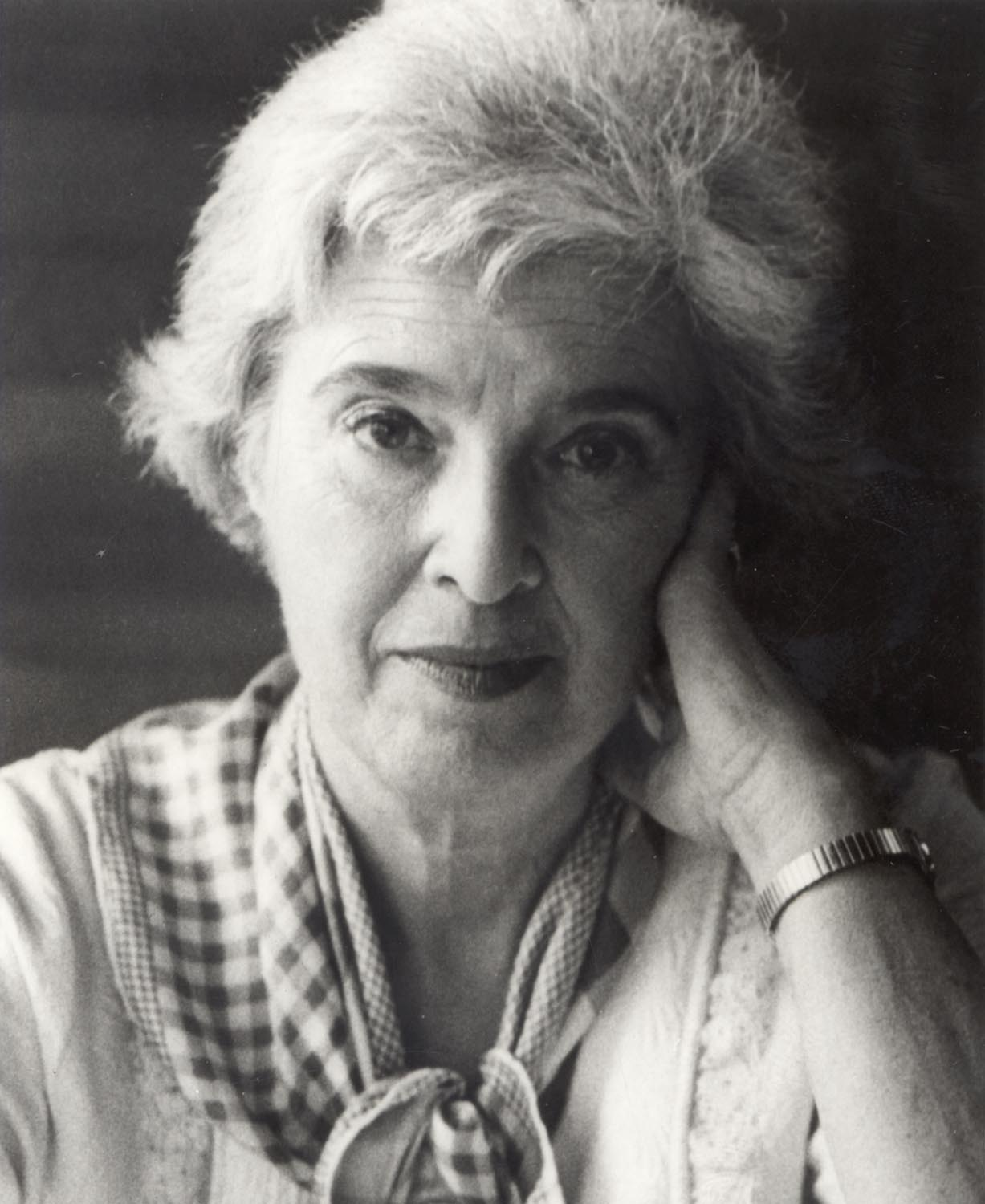
Gerda Lerner

Una parte della storiografia propone un’estensione retrospettiva del femminismo, cercando di superare una visione teleologica che lo identifichi unicamente con il movimento politico moderno. Gerda Lerner, ad esempio, che non utilizza mai il termine protofemminismo, individua una lunga "genealogia della coscienza femminista" che si sviluppa dal Medioevo alla fine dell’Ottocento. Lerner riconosce a numerose donne del passato un ruolo fondamentale nello sviluppo di un pensiero critico rispetto all’ordine patriarcale, intendendo il femminismo come un processo lungo e discontinuo, in cui l’elaborazione di pratiche e idee ha preceduto la definizione di un’identità collettiva.
Joan Kelly, nel suo studio sulla Querelle des femmes, colloca esplicitamente la nascita del femminismo nel XV secolo, "in stretta relazione e reazione alla nuova cultura secolarizzata dello Stato moderno" e propone di considerare femministe figure quali Christine de Pizan e le autrici della querelle des femmes, evitando distinzioni nette rispetto alle loro "discendenti" del XIX e XX secolo. Pur non esistendo un consenso univoco tra le studiose, questa interpretazione ha contribuito a riconoscere alla querelle des femmes un ruolo centrale nella genealogia del pensiero femminista.
Altre studiose, invece, invitano a usare con cautela il termine femminismo, evitando estensioni troppo inclusive che rischiano di svuotarne il significato. Nancy Cott propone una definizione ampia ma articolata del femminismo come insieme di pratiche e credenze che rifiutano la gerarchia di genere, ma sottolinea l’importanza di distinguere tra pensiero critico e movimento politico.
Altre prospettive ancora si interrogano sulla validità stessa di categorie cronologiche come protofemminismo. Margaret Ferguson ne ha messo in discussione l’impianto concettuale, ritenendolo espressione di una narrazione lineare e teleologica. Propone invece una pluralità di "storie del femminismo" non necessariamente continue, capaci di valorizzare figure come Christine de Pizan, da lei definita feminist thinker a pieno titolo.
Karen Offen adotta un approccio simile, proponendo una storia lunga del pensiero femminista in Europa e rifiutando l’idea di una netta cesura tra le figure e le idee delle donne del passato e il femminismo moderno. Nel suo European feminisms (2000) sostiene che la nascita di un movimento femminista organizzato, sebbene significativa, non esaurisce la totalità del femminismo storicamente inteso. La sua proposta di utilizzare il termine "femminismi" al plurale evidenzia la diversità geografica, politica e culturale dei percorsi femministi, le cui origini e sviluppi vanno collocati all'interno di una molteplici tradizioni culturali e ideologiche.

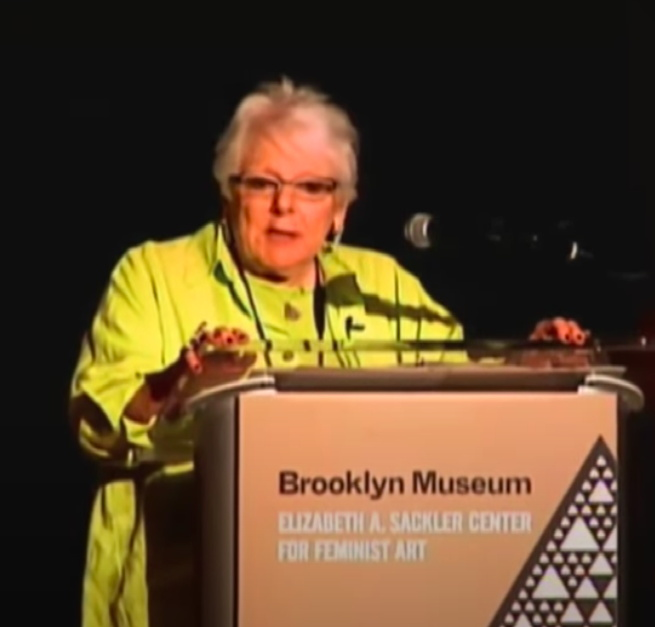
Linda Nochlin, 2012

Alcune studiose ampliano ulteriormente il campo, integrando la riflessione sul pensiero femminista con l'analisi delle pratiche quotidiane e delle forme di agency femminile in epoche precedenti. Merry E. Wiesner-Hanks utilizza il termine "protofemminismo" per includere esperienze di contestazione delle gerarchie di genere che, nella prima età moderna, non si esprimevano in forma teorica, ma attraverso strategie di negoziazione e di resistenza culturale.
In ambito artistico, Linda Nochlin ha definito protofemministe numerose artiste tra Ottocento e Novecento che, pur non aderendo ai movimenti organizzati, esprimevano nelle loro opere una critica delle norme di genere. In questo caso il termine assume un valore più descrittivo che teorico, riferito alla resistenza individuale all'ordine patriarcale.
Un filone storiografico significativo ha individuato nel contesto rinascimentale le condizioni per l’emergere precoce di un pensiero femminista strutturato. Constance Jordan ha parlato di "femminismo rinascimentale" (Renaissance feminism), evidenziando lo sviluppo, soprattutto in Italia, di argomentazioni sull’uguaglianza morale e razionale tra i sessi fondate sulla rilettura dei classici. Sebbene non mirasse a un’uguaglianza politica in senso moderno, tale pensiero contestava la costruzione intellettuale dell’inferiorità femminile, talvolta attraverso il concetto di androgynia o di parità spirituale tra uomo e donna.
Sarah Gwyneth Ross ha parlato di una vera e propria "nascita del femminismo" tra il 1400 e il 1680. Le sue ricerche sulle learned women di Italia e Inghilterra mostrano come queste figure, sostenute da reti familiari e ambienti favorevoli, abbiano prodotto una cultura intellettuale femminile capace di sfidare le gerarchie di genere, pur in assenza di rivendicazioni politiche esplicite.
Sebbene non impieghino sempre il termine protofemminismo, queste studiose contribuiscono a retrodatare le origini del pensiero femminista, valorizzando i testi letterari e filosofici prodotti da donne e uomini in difesa della parità intellettuale tra i sessi.
Nel complesso, il panorama storiografico attuale riconosce sempre più la necessità di superare una definizione rigida del femminismo come movimento politico moderno, aprendo lo spazio per una pluralità di genealogie femministe che affondano le radici in epoche precedenti, pur evitando letture retrospettive eccessivamente semplificanti.